# 伊藤舞雪
伊藤 舞雪（いとう まゆき、1997年〈平成9年〉11月30日 - ）は、日本のAV女優、『小悪魔ageha』専属モデルである。NAXプロモーション (New Actor Experience) 所属。2018年3月に20歳でKawaii*専属「圧倒的くびれ」をキャッチコピーにデビューした。

## 経歴

### 2018年
- 2018年1月、レーベル「未満」で着エロ『AV無理』を発売し、FANZAの作品レビューにはAVデビューへの期待や絶賛する意見が多数寄せられた。自身も「『AV無理』では、身体メインでもっと感情や自分のことを伝えたかった。着エロでは自分を出せる限界があると考え、それならAVで全部みせてしまおう」とAV進出を決めた[3]。
- 3月、Kawaii*専属女優として「大型新人！W54cm圧倒的くびれと奇跡の天然Fカップ」で、デビューした。学生時代ソフトボール部であったことから、ピッチングフォームと素振りを作品内で披露した。ピッチャーで3番、右投げ、左打ちであった。
- 8月、X（旧Twitter）を開設。SNSは苦手だと公言していたが、Kawaii*の伊藤舞雪に関するツイートで「いいねが500を達成したら開設するかも」のツイートに500以上のいいねが寄せられて、アカウントを取得した[4][5]。のちにメンズサイゾーのインタビューで、デビュー当時の自身にアドバイスするとすれば、の問いに「Twitterは最初からやっていたほうがよかったな。」と答えている[6]。
- 12月、初のVR作品「【VR】伊藤舞雪の国宝級おっぱいを至近距離で揉みまくり！2次元ボディを体感する超密着いちゃいちゃSEX」を発売。

### 2019年
- 2019年3月、FANZAアダルトアワード2019最優秀新人女優賞にノミネート。
- 3月22日、初めての写真集「神秘」発売。
- 5月、第2弾VR作品「裏オプおっパブスペシャル」発売。初VRからしばらく経過してからの第2弾作品。初VR撮影が超絶難しく、以降VR作品オファーを完全にNG一時期断っていた。そんな自身にコアラ太郎(わ)監督がオファー。おっパブのシチュエーションは2D作品で経験済みであり、イメージができたことや内容に興味を持った自身が再度VRに挑戦する気になり発売する運びとなる。この作品がきっかけでのちに”令和のVR女王”と呼ばれるまでに大きく成長する[7]。
- 12月19日、自身の愛称を『まゆ吉』に決める。縁起のよい”吉”の入ったこの愛称は、多くのファンから”まゆきち”と呼ばれ親しまれている。

### 2020年
- 2020年1月25日、初の地方イベントを大阪で開催。初のパチンコ来店イベント(グランキコーナ堺店)、初のファンミーティング、DVDリリースイベント(関西トレンド書店26号線葛の葉店)を実施。
- 2月頃から、新型コロナウィルスの影響でイベントが中止になる。
- 4月2日、初めてのツイキャスを実施。イベントなどが中止になるなどの状況下でなければやらなかったと自身も言っている。この状況下でも、ファンとの関われるコンテンツを実施し、ツイキャスは新型コロナウイルスの影響がなくなるまで継続的に行われた。
- 4月、「春のパンツまつり2020」キャンペーンガール就任。
- 4月、「GOLDEN WEEK 大感謝祭2020」キャンペーンガール就任。
- 7月17日、「プレミアムヌードポーズブック」発売。
- 7月21日発売「月刊FANZA9月号」から自身執筆の半年限定連載コラムが開始。
- 10月、初めてのバラエティー番組「ABEMA石橋貴明プレミアム 第7弾芸能界超人No.1決定戦！」に女王様役として出演[8][9]。
- 12月4日、自身がタイトルを付けた2nd写真集「Contrast」発売。

### 2021年

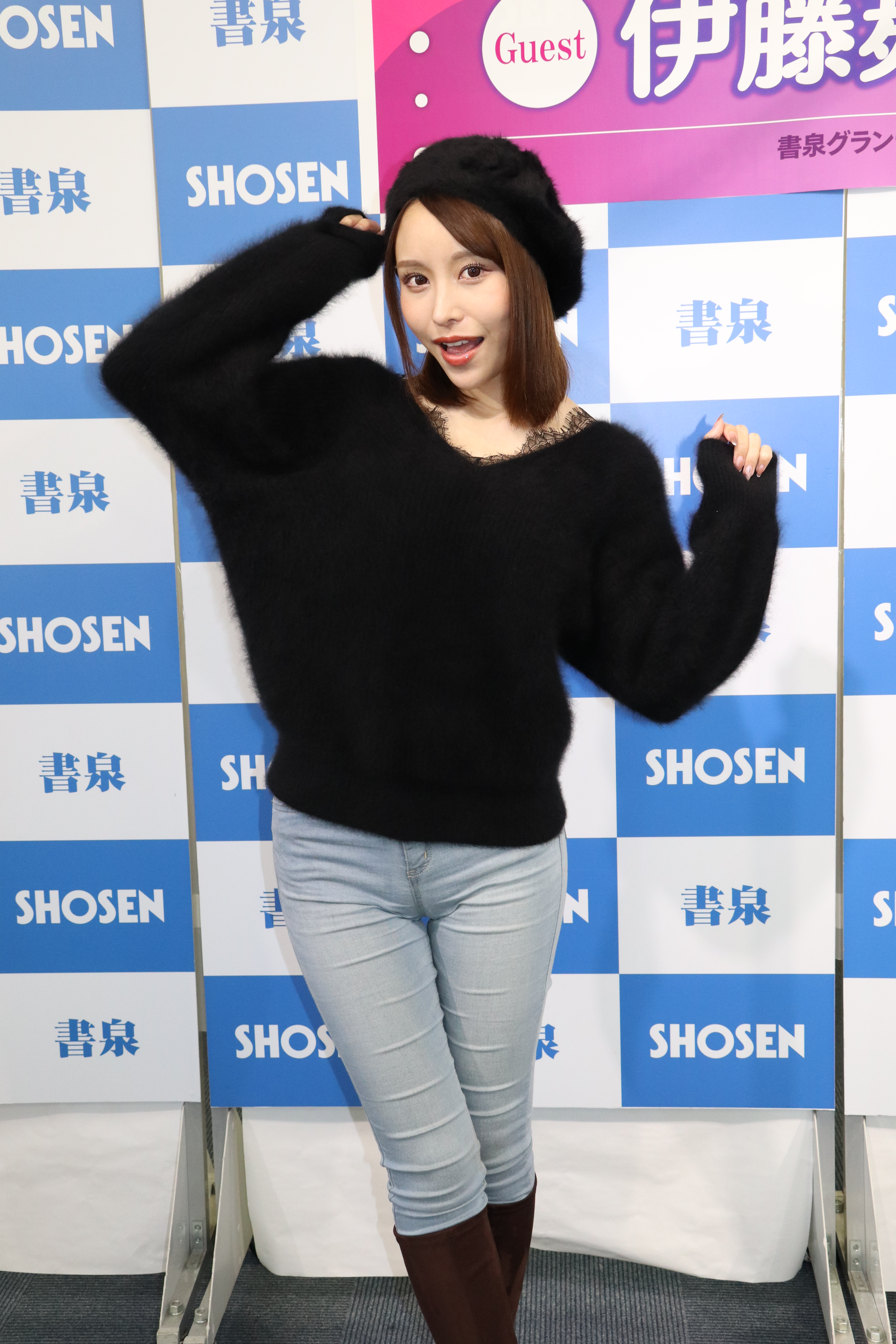
書泉グランドタワー（2021年）

- 2021年1月、ABEMA「志村&鶴瓶のあぶない交遊録 大最終回スペシャル」に出演。
- 3月、「春のパンツまつり2021」 キャンペーンガール就任。
- 3月、初めて名古屋でイベントを開催。夢GEN堂にてDVDサイン会を実施。
- 3月、ABEMA「石橋貴明プレミアム第9弾 第2回芸能界超人No.1決定戦！」に、前回と同じ女王様役として出演。
- 3月、メンズサイゾーにてデビュー3周年企画「まゆきちウィーク」開催。この企画では、スタイリスト・メイクアップアーティスト・カメラマンの各界スペシャリストが集結し、デビュー3周年記念フォトブック「私が知らない私がいた」を製作。完全受注生産のスペシャルアイテムセットとして販売された。期間内には、初めてのYouTubeライブ配信も実施[10]。
- 4月、初めての冠ラジオ番組「伊藤舞雪のらじきち♡」開始。毎月1回配信。（～2023年8月終了）
- 5月22日、ファンサイト「CandFans」開始。
- 5月、アパレルメーカー「MNKM」とコラボアパレルを発売。6月には渋谷PARCOにて、「MNKM」× fempass beV コラボPOPUPイベントを開催。
- 5月、ヴィレッジヴァンガードから伊藤舞雪×ヴィレッジヴァンガードコラボ商品が発売。6月にはヴィレッジヴァンガード渋谷本店にて、発売イベントを開催。
- 8月、大阪・スタジオチークにて初の撮影会に参加。
- 10月、fempass記事「伊藤舞雪と小笠原茉由の女子会インタビュー」掲載[11]。
- 10月30日、ラジオクロニクルの特別企画で、相沢みなみとオンライントークイベント「ハロウィンナイト♡」を開催。
- 11月20日、最初の企画段階から携わった3rd写真集「more」発売。
- 11月、伊藤舞雪のらじきち♡初の公開収録開催。誕生日が近いことから誕生日オフ会も併せて開催された。
- 12月、初めてのオンラインサイン会を開催。FANZAにて発売され、ジーオーティが主催。購入者が多く、当初予定されていた終了時間を大幅に超えての終了となった。
- 12月、BOM-The Battle Of MuayThai「BOM WAVE07」にて初めてのラウンドガールを務める。
- 12月12日、初めて京都でイベントを開催。キコーナ京都向日店にて来店イベントを実施。同日、大阪・関西トレンド書店26号線葛の葉店でもカレンダー＆DVDサイン会が開催された。
- 12月、下着ブランド「Chiffon（シフォン）」モデル。
- 12月30日、初めてコスホリック31に参加。写真家・羊肉るとんのサークル「羊肉バル with Count Sheep」企業ブースにて開催。羊肉るとん初のヘアヌード写真集「朝な夕な（モデル：伊藤舞雪）」と関連グッズ販売。

### 2022年

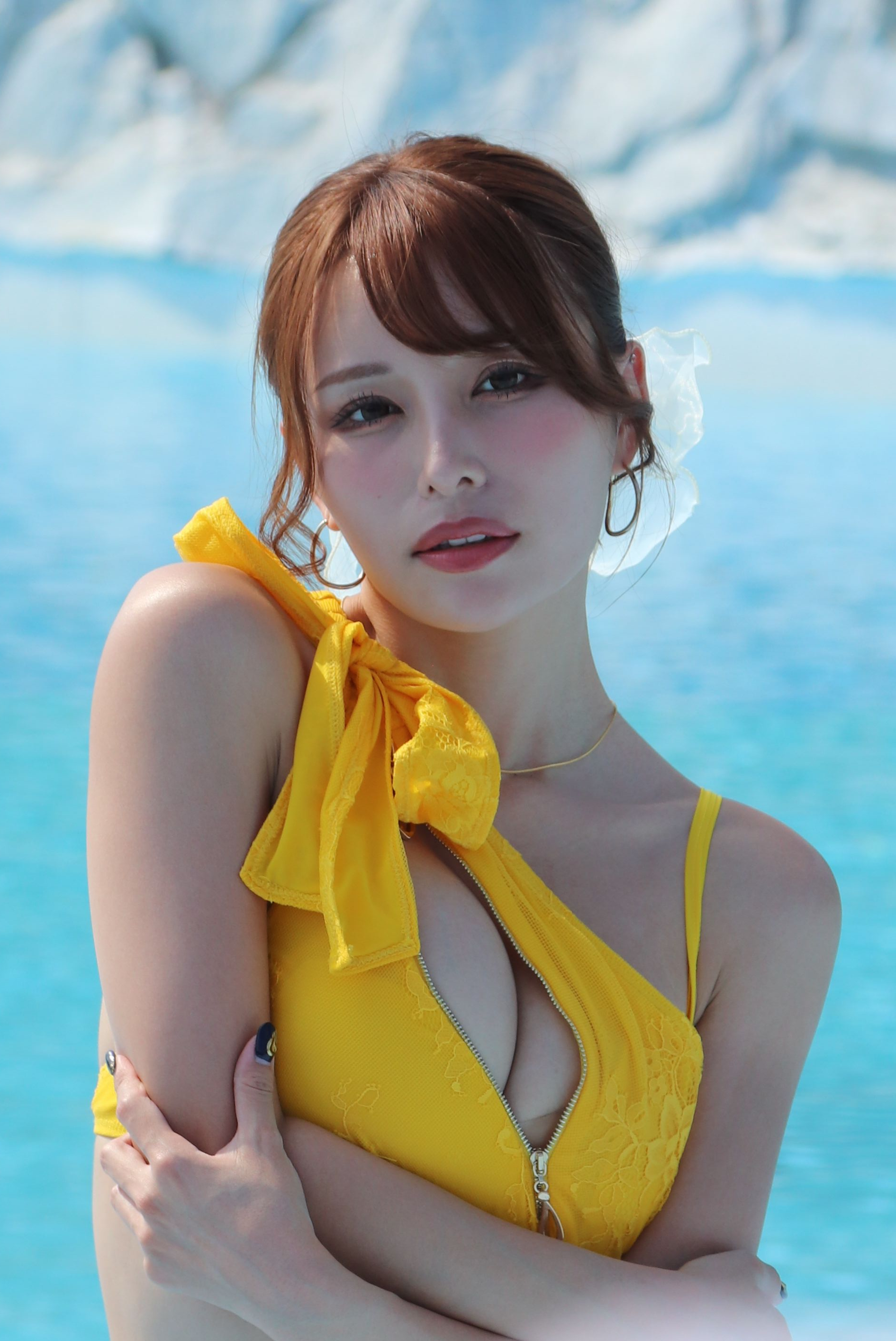
近代麻雀水着祭（2022年）

- 2022年1月13日、Twitterフォロワーが50万人を突破したことを機に、Instagramを開設。
- 1月、「FANZA大人のおもちゃキャンペーン」キャンペーンガール就任。
- 1月、ライフスタイル雑誌「GOETHE 2022年3月号」特集・最上級事典2022に掲載される。自身が掲載された本記事は、同誌の2022年最も読まれた記事２位を記録した[12]。
- 2月、「小悪魔ageha」の専属モデルに電撃加入。2月のWeb表紙を飾った[13]。
- 3月、「春のパンツまつり2022」 キャンペーンガール就任。
- 6月、ドレス通販ブランド「SOBRE（ソブレ）」モデル。
- 6月、Pharfaite showcaseに参加。「Count Sheep」ブースにて開催。電子版写真集「Count Sheep Nap/Sleep」両作品の冊子版やオリジナルグッズを販売。また、同会場にFANZA、#Escape(電子写真集)、fempass beVもブースを設けており、各ブースでも自身のオリジナルグッズや冊子版、アパレルが販売された。同イベントでは、ファッションショーにも登場。初のランウェイを披露した。
- 6月、専属モデルを務めている小悪魔agehaにて、初めて紙媒体雑誌「小悪魔ageha 2022 SUMMER」に自身の特集が掲載された。
- 9月、初めて兵庫県でイベントを開催。キコーナ尼崎本店にて来店イベントを実施。翌日には、大阪・関西トレンド書店26号線葛の葉店でもDVDサイン会が開催された。
- 12月1日、4th写真集「Private」発売。企画の段階からナチュラルにこだわり、衣装着用数・ページ数も過去最多の内容となる。写真集のテーマは、「舞雪と二人旅」であり、自然体な自分の姿にも自信をくれた写真集であると自身も語っている[14]。
- 12月、「歳末新春SUPERキャンペーン2022-2023」キャンペーンガール就任。
- 12月、小悪魔agehaにて2022年10月16日から11月13日まで、雑誌の表紙と裏表紙のモデルを決定する争奪バトルが開催された。各小悪魔agehaモデルが掲載されたインスタグラム投稿のいいね数と特典トレカ付き雑誌の予約冊数・人数により、上位モデルが表紙もしくは裏表紙の掲載を獲得するもの。自身はこのバトルによって、紙媒体雑誌「小悪魔ageha 2022 WINTER」の裏表紙を飾った。

### 2023年
- 2023年2月、デビュー5周年を記念して『5th Anniversary TOUR』開催を発表。3月より5周年にちなみ全国5大都市（大阪・福岡・名古屋・札幌・東京）にて実施。自身初の開催地である、福岡と札幌が含まれる。
- 3月、「春のパンツまつり2023」 キャンペーンガール就任。
- 4月、初めて台湾にてイベントを開催。4月21日から23日まで台北市内で撮影会「ForAver撮影会」を実施。これが自身初の海外イベントとなる。撮影会ではForAver撮影会限定の商品が発売されたがイベント内で完売し、一般発売分はないと発表された[15]。
- 6月、「CSKキャンペーン2023」キャンペーンガール就任。
- 8月、初めて台湾の大規模イベント「TRE2023 台北国際アダルト展示会（台北國際成人展）」に出演[16][17][18]。
- 10月、台湾の雑誌「JKF」2023年10月号の表紙を飾り、20ページにわたりグラビアと記事が掲載された[19]。
- 12月19日、5th写真集「熱体夜」発売[20]。今回も自身が企画の段階から携わっており、テーマは「不倫旅行」。自身のデビュー5周年記念写真集でもあり、完全受注生産の限定BOX版も発売された。

### 2024年
- 2024年1月、台湾の「TSE2024 台湾写真博覧会」(Taiwan Shot Expo）に出演[21][22]。
- 2月、小悪魔agehaの2月Web表紙を桜井みづきとともに飾る。
- 3月4日から4月26日まで開催されるFANZAのキャンペーン企画『春のパンツまつり2024』のキャンペーンガール（全5名の内の1人）に就任[23]。
- 3月、初めて韓国にてイベントを開催。ファンミーティング、アフターパーティ、撮影会を開催した[24][25]。
- 6月、初めて香港にてイベントを開催。ファンミーティング、撮影会などを開催した。
- 6月、「CSKキャンペーン2024」キャンペーンガール就任[26]。
- 8月、ドレス通販「TIKA（ティカ）」モデル。
- 8月、Ｘフォロワー数が100万人を突破[27]。
- 8月、初めてタイにてイベントを開催。ファンミーティング、撮影会、アフターパーティを実施。
- 10月、5th写真集「Promise」発売。自身初の海外（タイ・パタヤ）で撮影された写真集。
- 10月、台湾の「2024 AGA 台湾国際アダルトアニメ ＆ ゲーム展」（Adult Game&Anime Expo）に出演。
- 11月、タイの「AEE2024（Asia Entertainment Expo)」に、河北彩伽と涼森れむと共にアンバサダーとして出演。
- 12月、「歳末新春SUPERキャンペーン2024-2025」キャンペーンガール就任。
- 12月、台湾の「TSE2024 台湾写真博覧会 学服祭」(Taiwan Shot Expo）に出演。
- 12月、「JAV・海賊版対策プロジェクト」に楓カレンと共に起用され、PV出演などを実施[28]。

### 2025年
- 2025年1月、デビュー７周年記念特別企画として購入者が好きな瞬間をセレクトし１冊しかない写真集を作り上げる「あなただけの写真集」をScene Bookにて1月11日～1月26日まで実施。3月にはお渡し会、スペシャルイベントも開催。
- 1月、初めての写真展 『Promise ＋』を渋谷LE DÉCOにて開催。
- 3月、FANZAのキャンペーン企画『春のパンツまつり2025』のキャンペーンガールに長浜みつり、三田真鈴と共に就任[29]。
- 5月、「FANZAオンラインくじ３周年祭」キャンペーンガール就任。
- 7月、「おっぱい！お尻！キャンペーン」キャンペーンガール就任。

## コラボレーション
- 2020年9月、デビュー2周年を記念して「S1×kawaii＊スペシャルコラボ」と題してエスワンレーベルから作品を発売[30]。
- 2021年9月、溜池ゴロー15周年YEARコラボとして溜池ゴローレーベルから作品を発売[31]。
- 2022年7月、Kawaii*15周年記念コラボとして、自身初の共演作品を発売。初の共演女優は、PREMIUM専属の山岸あや花（旧名：山岸逢花）。同作は2022年の同メーカー1番の売り上げを記録した[32][33]。
- 2023年3月、「伊藤舞雪×プレミアムの大人ドラマ1作限定SPコラボ」と題してプレミアムレーベルから作品を発売[34]。
- 2023年5月、アイデアポケットの共演コラボシリーズ「BEAUTY VENUS Ⅷ」を発売。今作で自身２度目の共演作品となる。共演女優は、アイデアポケット専属の桜空ももと、OPPAIとPREMIUMダブル専属の楪カレン。発売を記念してFANZAにて『BEAUTY VENUSキャンペーン』も開催された[35][36]。
- 2023年10月、漫画『カラミざかり』シリーズコラボ第２弾「カラミざかり2 」がMOODYZレーベルから石原希望と小野六花のW主演で実写化・発売され、竹内先輩役として伊藤舞雪が特別出演。
- 2023年11月、漫画『カラミざかり』kawaii*×MOODYZコラボ企画として、「カラミざかり番外編 ～竹内先輩と部室～」が主演伊藤舞雪（竹内先輩役）で実写化・発売[37]。
- 2024年4月、初めてのVR共演作品を発売。共演女優はアイデアポケット専属の桜空ももであり、「BEAUTY VENUS Ⅷ」以来の共演、アイデアポケットから発売された[38]。
- 2024年5月、アイデアポケット専属の桜空ももとVR作品に続き2D作品でも共演し、Kawaii*レーベルから発売された[39]。
- 2025年1月、PREMIUM専属の山岸あや花との共演作をプレミアムレーベルから発売。

## 受賞
- 2019年3月、FANZAアダルトアワード2019最優秀新人女優賞としてノミネート[40]。
- 2020年2月、週刊プレイボーイ・AVライター選定「2020エロデミー賞」特別業績賞を受賞[41]。
- 2021年2月、「このエロVRがすごい2020年下半期」作品賞2位[42]に選出された。
- 2022年3月、集英社『週刊プレイボーイ』2022年エロデミー賞において、出演した『【没入感MAX!完全主観＆バイノーラル録音】彼女の親友がバレたら絶体絶命の状態で中出しおねだり囁き誘惑』が視覚効果賞受賞[43]。
- 2023年2月、月額有料グラビアサイトGRAPHIS「GRAPHIS AWARD 2022」にてグラフィスベストグラビア・アワード（年間総合1位）を受賞。

## 人物
- 性格は天真爛漫[44]でマイペース[45]。最終学歴は短大卒[46]。
- 愛称は「まゆ吉（まゆきち）」と自身で決めた[47]。
- 高校2年時に初体験し、オナニーはせず[48]、性感帯は圧倒的に乳首である[49]。
- 好きな食べ物は、漬物、チーズ、辛い物、モンブラン[50]、きのこ[51]、チョコレート[52]
- ソフトボール部で活動した経験がある[53][54]。
- テレビ番組を多く視聴し、バラエティ番組、「ザ・ノンフィクション」、「ガイアの夜明け」、「ねほりんぱほりん」などを好む[47]。
- 人前に出る仕事に憧れていたところに思いもかけず着エロデビューの話が訪れ、舞い込んできたチャンスはものにしたい思いと、したいと思っても出来ない仕事に対する挑戦意識が高まり、それほど悩むことなく話を受け、やるならトコトン出し切りたいとAVの出演を決めた[48]。
- Fカップの巨乳とウエストサイズ54センチメートル (cm) の括れ体型が特徴[55]だが、バストサイズは2017年～2018年の間にCからFになり、腰のくびれは全く自覚がなかった、とデビュー当時に語っていた[48]。バストのサイズは、撮影のないときはサイズダウンするなど変動があるため、女性ホルモンの影響があるのではと自身は語る[56]。
- ライターの森田将輝は「眉目秀麗」と印象を述べている[57]。
- 趣味は映画、音楽鑑賞[1]、外食、掃除[57]であるが、特段な趣味がないことから、仕事で趣味の質問をされると頭を悩ませるため、趣味を開拓中である[58]。インドア派を自認しており、整理整頓、たくあんをつまみに晩酌すること[57]、セリア (100円ショップ)がお気に入りである。デビュー当時から一貫して好きなことは、食べること(外食)とK-POP。特技は、壁紙の張替え[59]、クレヨンしんちゃんのものまね[60][61]。
- 「雑草のように生きる」が学生時代から2020年までの座右の銘であり[62]、遠くの目標は立てず、目の前のことや仕事を全力投球で一生懸命やりとげることに集中している[51]。現在でも、変わらず目の前のことに全力であるが最近では先のことを考えられるようになったと語っている[63]。
- 台湾では「圧倒的くびれ」（壓倒性的細腰、壓倒性水蛇腰）の他、「最強女優」「スタイルの教科書」（身材教科書）がキャッチフレーズとしてよく掲載されている[64][65]。このほか韓国、タイなどでも空港で出待ちされるほどの人気を持つ[66]。

### サイン
デビューしてすぐ、サインを考える際に沢山サインを書く機会が多いから複雑なサインでないほうがいいとアドバイスを受け、5分足らずで「まゆき」のサインを決めた。その後、2020年12月6日書泉ブックタワーで開催された写真集『Contrast』のイベントを機に、愛称にちなみそれまでのサインに「ち」がプラスされ「まゆきち」のサインとなった。

## 出演作品

### アダルトDVD
| ＃     | 発売日   | タイトル | 監督               | 規格    | 規格     | メーカー         | 備考    |
| ＃     | 発売日   | タイトル | 監督               | DVD     | Blu-ray  | メーカー         | 備考    |
| 2018年 | 2018年   | 2018年 | 2018年             | 2018年  | 2018年   | 2018年           | 2018年  |
| ------ | -------- | --- | ------------------ | ------- | -------- | ---------------- | ------- |
| 1      | 3月7日   | 大型新人! W54cm圧倒的くびれと奇跡の天然Fカップ 伊藤舞雪 kawaii*専属デビュ→ | キョウセイ         | KAWD880 |          | kawaii*          |         |
| 2      | 4月7日   | 奇跡のクビレBODY 伊藤舞雪 初イキSEX初体験エビ反り潮吹き絶頂スペシャル | X                  | KAWD886 |          | kawaii*          |         |
| 3      | 4月25日  | 圧倒的クビレと天然Fカップ極上ボディ 超密着 ご奉仕性感フルコーススペシャル | 嵐山みちる         | KAWD890 |          | kawaii*          |         |
| 4      | 5月25日  | 奇跡のクビレBODYビクビク大痙攣! 天然Fカップ集中いじくり性感開発オイルエステ | 大崎広浩治         | KAWD898 |          | kawaii*          |         |
| 5      | 7月25日  | 痴漢した制服美少女とその後、むさぼり合うようなドエロ純愛 | 苺原               | KAWD913 |          | kawaii*          |         |
| 6      | 8月25日  | イッた直後も突かれまくってイカされまくる初めて絶頂の向こう側を味わうおっぱい激揺れ連撃ピストンSEX                                                                                                | うさぴょん。       | KAWD922 |          | kawaii*          |         |
| 7      | 9月25日  | いつもノーブラ透けおっぱいを見せつけて僕を誘惑してくる学校一のくびれボイン美少女 | キョウセイ         | KAWD933 |          | kawaii*          |         |
| 8      | 10月25日 | 感じ過ぎてこっそり本番ヤラせてくれる奇跡の敏感巨乳おっパブ美少女 | 嵐山みちる         | KAWD943 |          | kawaii*          |         |
| 9      | 11月25日 | 制服巨乳少女が標的にされた乳揉み痴漢電車 | 嵐山みちる         | KAWD950 |          | kawaii*          |         |
| 10     | 12月25日 | 本能剥き出しで貪り合う汗だく無限汁SEX | 苺原               | KAWD954 |          | kawaii*          |         |
| 2019年 |          | |                    |         |          |                  |         |
| 11     | 2月25日  | デビュー1周年記念作品! 大乱交解禁＆チ○ポ14本全21発抜きまくり3時間スペシャル | ZAMPA              | KAWD964 |          | kawaii*          |         |
| 12     | 3月25日  | 「僕には妻がいるのに…」ノーブラおっぱい誘惑全開で僕をフル勃起させてくる妻のFカップ妹 | X                  | KAWD969 |          | kawaii*          |         |
| 13     | 4月25日  | 完全禁欲ドキュメント30日寸止め焦らしで感度120％完璧ボディ極限大痙攣SEX一部始終 | うさぴょん。       | KAWD976 |          | kawaii*          |         |
| 14     | 7月25日  | 常に子宮を擦り付けうねり腰を振りまくる連続オーガズム騎乗位セルフアクメ大絶頂300回Special | 苺原               | KAWD992 |          | kawaii*          |         |
| -      | 7月25日  | 伊藤舞雪 kawaii*初ベスト全タイトル8時間スペシャル |                    | KWBD251 | ※ベスト  | kawaii*          |         |
| 15     | 8月25日  | 美乳の彼女が巨漢センパイに圧迫固定で寝取られ中出しされた時の話です | 三島六三郎         | CAWD003 |          | kawaii*          |         |
| 16     | 9月25日  | 拘束レ×プ輪姦 絶倫生徒に無限ピストンされた巨乳新米女教師 | 前田文豪           | CAWD011 |          | kawaii*          |         |
| 17     | 10月25日 | 出張先の相部屋で絶倫上司に何度も中出しされて…部長の粘着質な愛撫と濃厚SEXに溺れた巨乳新人OL | 前田文豪           | CAWD020 | 9CAWD020 | kawaii*          |         |
| 18     | 11月25日 | 後輩種付温泉 西村ユキちゃんにマーキング | 苺原               | CAWD030 | 9CAWD030 | kawaii*          |         |
| 19     | 12月25日 | 拘束男をひたすらヌキまくる逆レ●プ痴女 強制射精ザーメン10連発スペシャル | K*WEST             | CAWD038 | 9CAWD038 | kawaii*          |         |
| 2020年 |          | |                    |         |          |                  |         |
| 20     | 1月25日  | 彼女が社員研修で不在中、ずっと忘れられなかった元カノと狂ったようにハメまくった3日間 | イナバール         | CAWD044 | 9CAWD044 | kawaii*          |         |
| 21     | 2月25日  | パパ活アプリで知り合った神乳美少女との盗撮セックス～ハメ撮り生ハメ中出し交渉の一部始終を丸ごと勝手にAV発売                                                                                       |                    | CAWD053 | 9CAWD053 | kawaii*          |         |
| 22     | 4月11日  | やわふわオッパイが当たるほどに燃え上がる布団の中でモゾモゾ超密着じっとり粘着セックス | ZAMPA              | CAWD065 |          | kawaii*          |         |
| 23     | 4月25日  | デビュー2周年記念 まゆきちファン20名にエロテク還元! ザーメン抜きまくりファン感謝祭 | 嵐山みちる         | CAWD073 | 9CAWD073 | kawaii*          |         |
| 24     | 5月25日  | 同僚の彼氏が出張を命じられた3日間、大嫌いな上司にハメられ犯され続けた私。 | きとるね川口       | CAWD081 | 9CAWD081 | kawaii*          |         |
| 25     | 6月25日  | 喧嘩・マンネリ・倦怠期…掛け違えたボタンの果てに舞雪さん(義姉)と惹かれ合い中出しセックスに溺れた禁断不倫                                                                                          | K*WEST             | CAWD091 | 9CAWD091 | kawaii*          |         |
| 26     | 7月25日  | AV女優‘伊藤舞雪’の本懐 2年間の気持ちの変化・成長・覚醒を振り返る1泊2日ハメ撮り温泉ドキュメント                                                                                                   |                    | CAWD101 | 9CAWD101 | kawaii*          |         |
| -      | 7月25日  | あっという間に2周年すぎちゃった♪♪ 伊藤舞雪の最新12タイトルを詰め込んだ8時間BEST |                    | KWBD276 | 9KWBD276 | kawaii*          | ※ベスト |
| 27     | 8月25日  | 社内研修相部屋NTR 童貞陰キャ男とプライド高い絶倫彼女が化学反応を起こし吐き気がするほど貪りあい中出ししまくった3日間                                                                              | もんちゃん         | CAWD105 | 9CAWD105 | kawaii*          |         |
| 28     | 9月7日   | 交わる体液、濃密セックス 伊藤舞雪S1電撃参戦スペシャル | 紋℃                | SSNI864 | 9SSNI864 | S1 NO.1 STYLE    | ※コラボ |
| 29     | 9月25日  | 神乳ボディの綺麗なお姉さんがオナニーできなくなるほどチ●ポがバグるまでシコシコ抜き続けてくれる連続射精専門メンズエステ                                                                            | TAKE-D             | CAWD114 |          | kawaii*          |         |
| 30     | 10月25日 | 素直になれなくて…すれ違い遠回りしてきた23年分の想いを曝け出し激しく情熱的に貪りあった幼馴染と結ばれた運命の一夜                                                                                  | TAKE-D             | CAWD126 |          | kawaii*          |         |
| 31     | 11月25日 | 「真夏の暑さでオカシクなっちゃいそう…」民宿出張NTR 旦那も日常も忘れたい 新妻部下の誘惑に負けた僕は禁断の果実にむしゃぶり付き背徳に溺れた3日間                                                    | もんちゃん         | CAWD139 | 9CAWD139 | kawaii*          |         |
| 32     | 12月25日 | 飲ませるな危険! 泥酔すると見境なく逆レ●プ…精子が枯れ果てるまでチ●ポを 放さない絶倫彼女に困っています。                                                                                           | キョウセイ         | CAWD152 | 9CAWD152 | kawaii*          |         |
| 2021年 |          | |                    |         |          |                  |         |
| 33     | 1月25日  | 出張中リモートNTR 舞雪が僕と付き合う前から愛人関係だった部長に言いなり調教され中出しされる一部始終を見せつけられて…                                                                              | 朝霧浄             | CAWD163 | 9CAWD163 | kawaii*          |         |
| 34     | 2月25日  | 【教師としてあってはならない、純愛。】ほっとけない男子生徒に母性本能をくすぐられ身を滅ぼすほど遮二無二むさぼり合った台風の夜                                                                     | 赤井彗星           | CAWD177 | 9CAWD177 | kawaii*          |         |
| 35     | 3月25日  | パーフェクトボディを視姦する超接写コケティッシュ肉感アングル | 大崎広浩治         | CAWD186 | 9CAWD186 | kawaii*          |         |
| 36     | 4月25日  | 「舞雪は誰にもあげないよ」誰よりも祝って欲しかった父に身も心もメチャクチャに汚され犯され続けた結婚前夜                                                                                           | ドラゴン西川       | CAWD201 | 9CAWD201 | kawaii*          |         |
| 37     | 5月25日  | M女専門デリヘル呼んだら見下してくる大嫌いな年下女上司が…完全服従させ抗体ができるまでヤリまくった立場逆転レ●プ                                                                                    | ザック荒井         | CAWD213 | 9CAWD213 | kawaii*          |         |
| 38     | 6月25日  | 人妻の皮を剥いだら生粋のヤリマン…田舎で再会した元セフレと汗・畳・精液の匂いが立ち込めるセックス依存不倫                                                                                          | もんちゃん         | CAWD226 | 9CAWD226 | kawaii*          |         |
| 39     | 7月25日  | 初めて彼女が出来て怖気づいていたら…セックスの練習台になってくれたブラコン姉にサル並みの性欲で何度も何度も中出ししまくった。                                                                      | 前田文豪           | CAWD243 | 9CAWD243 | kawaii*          |         |
| -      | 7月25日  | 神が与えたエロ過ぎる才能 伊藤舞雪3周年 最新13タイトル傑作BEST |                    | KWBD299 |          | kawaii*          | ※ベスト |
| 40     | 8月25日  | 【没入感MAX！完全主観＆バイノーラル録音】彼女の親友がバレたら絶体絶命な状況で中出しおねだり囁き誘惑                                                                                              | きとるね川口       | CAWD259 | 9CAWD259 | kawaii*          |         |
| 41     | 9月7日   | 「昨日、俺の種無しが判明しました。でも、嫁は妊娠4ヶ月です…」 | 苺原               | CAWD273 | 9CAWD273 | kawaii*          |         |
| 42     | 9月21日  | 溜池ゴロー15周年YEARコラボ第8弾 未だに現役で母さんを抱きまくる僕の絶倫オヤジに嫁が欲情して危険日狙って中出し逆夜●い                                                                              | 朝霧浄             | MEYD698 |          | 溜池ゴロー       | ※コラボ |
| 43     | 10月5日  | 犯しにきたよ、キミのチクビビビーン。～Nipples Orgasm～ | さもあり           | CAWD285 | 9CAWD285 | kawaii*          |         |
| 44     | 11月2日  | 乳感度をマジキチレベルに異常覚醒させるチクイキ！揉みイキ！おっぱいGスポット【スペンス乳腺開発計画】                                                                                              | タイガー小堺       | CAWD299 |          | kawaii*          |         |
| 45     | 12月7日  | 「シャワーだけ貸してあげるよ」終電なくなり同僚女子社員の部屋に…無防備すぎる おっぱいと生脚に興奮した僕はチラつく妻の存在が吹き飛ぶほど一晩中モウレツにハメ狂った…                                | TAKE-D             | CAWD313 | 9CAWD313 | kawaii*          |         |
| 2022年 |          | |                    |         |          |                  |         |
| 46     | 1月4日   | 「確信犯だろ…」パンパンに膨らませた亀頭をアソコにグリグリ押し当て布越し先っぽ1cm挿入体験させて本番誘惑してくる匂わせセラピスト                                                                   | キョウセイ         | CAWD321 |          | kawaii*          |         |
| 47     | 2月1日   | 自己顕示欲の塊で俺らをゴミクズ扱いしてくる高飛車女のプライドを木っ端微塵に切り刻むリベンジャーズ輪●                                                                                              | トレンディ山口     | CAWD329 |          | kawaii*          |         |
| 48     | 3月1日   | 「こんな場所でおっきしちゃったの？」神出鬼没な伊藤舞雪に逆痴●されてみた。 | 嵐山みちる         | CAWD337 |          | kawaii*          |         |
| -      | 3月1日   | 伊藤舞雪 50本番 最高に抜ける超厳選オールSEXベスト 8時間Special |                    | KWBD315 | ※ベスト  | kawaii*          |         |
| 49     | 4月5日   | アナタの五感を制圧しちゃうぞ伊藤舞雪に包み込まれるASMRシコシコ凄テクオナサポ | 前田文豪           | CAWD353 |          | kawaii*          |         |
| 50     | 5月3日   | 半年前からオヤジの再婚で同居してるダラシナイ姉の無防備なむっちり尻にムラムラ抑えきれずバック中出し                                                                                               | キョウセイ         | CAWD365 | 9CAWD365 | kawaii*          |         |
| 51     | 6月7日   | 伊藤舞雪と熱すぎるお泊まりデート いっぱい食べて、いっぱい笑って、いっぱいチューして感情を激しく揺さぶる等身大セックス                                                                            | 前田文豪           | CAWD375 |          | kawaii*          |         |
| 52     | 7月6日   | 凄テク最高峰セラピストW指名 チ●ポバカになっても連続射精を止めない 超高級会員制メンズエステ 伊藤舞雪 山岸逢花                                                                                     | 真咲南朋           | CAWD386 | ※コラボ  | kawaii*          |         |
| 53     | 8月2日   | 相部屋キメセクNTR 記憶から消したいほど大嫌いな絶倫元彼に媚薬を飲まされ… | きとるね川口       | CAWD400 | 9CAWD400 | kawaii*          |         |
| 54     | 9月6日   | 最高すぎる愛人とお泊り温泉不倫 花火のように儚く激しくハメ狂ったアノ夏… | U吉                | CAWD415 | 9CAWD415 | kawaii*          |         |
| 55     | 10月4日  | 2年間セックスレスな夫を横目に巨根絶倫義父の慰め濃密セックスに溺れた帰省中の7日間 | 嵐山みちる         | CAWD428 | 9CAWD428 | kawaii*          |         |
| -      | 11月1日  | 洗練された美ボディ、底知れぬエロさ 伊藤舞雪4周年 最新12タイトル8時間BEST |                    | KWBD331 |          | kawaii*          | ※ベスト |
| 56     | 12月6日  | ファンイベント帰り相部屋NTR 彼氏の愚痴を聞いてくれて趣味にも付き合ってくれるバイト先の店長と性欲解消するまで中出ししまくった絶倫性交                                                             | トレンディ山口     | CAWD439 | 9CAWD439 | kawaii*          |         |
| 2023年 |          | |                    |         |          |                  |         |
| 57     | 2月7日   | ビリケツギャルだった私を進学させてくれた恩師と2年ぶりに再会…生徒じゃなくオンナとして 意識されたのが嬉しくて一晩中ハメまくり中出しされまくった一夜限りのオトナの授業                              | 小松セブンティーン | CAWD447 | 9CAWD447 | kawaii*          |         |
| 58     | 3月7日   | M男クンのお宅に伊藤舞雪を二泊三日レンタル放置ペットみたいに戯れ合い焦らされ躾される小悪魔テク全開ドキュメント                                                                                    | TAKE-D             | CAWD500 | 9CAWD500 | kawaii*          |         |
| 59     | 3月21日  | 放課後から翌朝まで何度でも… 舞雪先生の無防備おっぱいと寂しげな素顔に発情して暴走ピストンで中出ししてしまった性欲モンスターなボク。                                                               |                    | PRED465 | 9PRED465 | PREMIUM          | ※コラボ |
| 60     | 4月4日   | 舌先じゅるじゅるツバだっくだく伊藤舞雪とトロトロにとろけるイク直前～射精してもなお止めない濃厚接吻                                                                                               | 豆沢豆太郎         | CAWD519 | 9CAWD519 | kawaii*          |         |
| -      | 5月2日   | 61発精子を搾り取られるまで伊藤舞雪にひたすら責められ痴女られたい |                    | KWBD344 |          | kawaii*          | ※ベスト |
| 61     | 5月2日   | 暴発したって勃起する限り何度でもチャレンジOK！ 伊藤舞雪の超絶ボディ＆全力シコテクに耐え抜いたら最高の中出し筆おろし体験！                                                                        | 真咲南朋           | CAWD526 | 9CAWD526 | kawaii*          |         |
| 62     | 5月9日   | BEAUTY VENUS VIII | うさぴょん。       | IPZZ034 | 9IPZZ034 | アイデアポケット | ※コラボ |
| 63     | 6月6日   | 憧れの美人上司と相部屋ハプニング酔うとキス魔になって記憶なくしちゃう伊藤さんの杭打ちピストン騎乗位で何度も何度も中出し無双                                                                       | イナバール         | CAWD538 | 9CAWD538 | kawaii*          |         |
| 64     | 7月4日   | 舞い散る雪のように儚く美しく… kawaii*専属伊藤舞雪デビュー5周年今まで見たことない ‘まゆきち’の素顔 生々しいプライベートSEXを完全撮り下ろし！1泊2日雪国温泉旅行                                    | TAKE-D             | CAWD548 | 9CAWD548 | kawaii*          |         |
| 65     | 8月1日   | 停電した10分間、暗闇に紛れて義兄と衝動接吻…欲求不満を吹き飛ばす一晩限定の忘却ハメ狂い | K.C武田            | CAWD557 | 9CAWD557 | kawaii*          |         |
| 66     | 9月5日   | 令和のセックスシンボル‘伊藤舞雪’のむっちむち肉感プリケツにしゃぶりつくド迫力アルティメット尻！尻！尻！アングルω                                                                                  | Eight              | CAWD564 | 9CAWD564 | kawaii*          |         |
| 67     | 10月3日  | 「えっ、お風呂貸して欲しい！？」明朗快活な巨乳同期の色気ムンムンな濡れ髪と キャミソールから溢れる無防備おっぱい誘惑にハプニング勃起してしまった僕は…                                             | 苺原               | CAWD582 | 9CAWD582 | kawaii*          |         |
| -      | 10月17日 | カラミざかり2 原作 桂あいり 累計販売数400万部超え シリーズコラボ第2章 小野六花 石原希望 | きとるね川口       | MIMK132 | 9MIMK132 | MOODYZ           | ※コラボ |
| -      | 10月31日 | 伊藤舞雪5周年 唯一無二のエロスと美貌でヌくッ 最新12タイトル8時間傑作ベスト |                    | KWBD355 |          | kawaii*          | ※ベスト |
| 68     | 11月7日  | カラミざかり番外編 ～竹内先輩と部室～ kawaii*×MOODYZコラボ企画！ 超人気作家 桂あいり原作 累計400万部超え名シリーズ実写化！ 伊藤舞雪                                                              | きとるね川口       | CAWD578 | 9CAWD578 | kawaii*          | ※コラボ |
| 69     | 12月5日  | 可愛くて巨乳でセクシーと病棟で噂の夜勤専従ナース‘伊藤さん’が夜な夜な懐中電灯を片手に 溜まってる患者の性処理巡回してるのを覗いてしまった僕は……                                                    | 肉尊               | CAWD589 | 9CAWD589 | kawaii*          |         |
| 2024年 |          | |                    |         |          |                  |         |
| 70     | 1月2日   | Re:4年ぶりに蘇るシン禁欲ドキュメント AV女優になって6年弱 人生でいっちばんブッ飛んだクソえっろいSEX                                                                                               | イナバール         | CAWD604 | 9CAWD604 | kawaii*          |         |
| 71     | 2月6日   | 不倫、嫉妬、焦り…妻をもう一度、抱きたい。セックス出来なかった3年という月日が 僕たち夫婦を再び燃え上がらせ付き合いたてのアノ頃のように何度も何度もナマでハメまくった                              | イナバール         | CAWD621 | 9CAWD621 | kawaii*          |         |
| 72     | 3月5日   | 2ヶ月セックスお預けされフライト前からムラムラ限界…渡航先に着くなり機長とホテル直行し 早朝フライトまでの 12 時間ケダモノみたいにハメ狂った巨乳キャビンアテンダント                                | 肉尊               | CAWD628 | 9CAWD628 | kawaii*          |         |
| 73     | 4月2日   | 隣人のゴミ部屋で異臭中年おやじに監禁、調教、同情…抜かずの連撃中出し55発され続けた司法修習生 | TAKE-D             | CAWD639 | 9CAWD639 | kawaii*          |         |
| 74     | 5月7日   | 死ぬほど恥ずい過激水着モデルをさせられて…注目を浴びる快感、チヤホヤされる優越感 不倫を繰り返し承認欲求に溺れた巨乳妻                                                                             | ぬまモン           | CAWD646 | 9CAWD646 | kawaii*          |         |
| 75     | 6月4日   | 「一人前の男になりたくない？」新入社員のボクたちは社員旅行でホロ酔いの憧れ女上司2人に 部屋に連れ込まれ朝までみっちりオトナの4POJT研修 桜空もも 伊藤舞雪                                          | ZAMPA              | CAWD676 | 9CAWD676 | kawaii*          |         |
| 76     | 7月2日   | オタクの僕ん家に入り浸る巨乳ギャルに宿泊料がわりにま〇こ使わせてもらってたら漫画よりセックス目当てで来るようになっていたんだが。                                                                 | 宝瀬博教           | CAWD656 | 9CAWD656 | kawaii*          |         |
| 77     | 8月6日   | 裏垢で承認欲求を満たすコンビニパート妻とバックヤードで30分休憩中にショートタイム不倫を繰り返した。                                                                                               | ジャケン小玉       | CAWD688 | 9CAWD688 | kawaii*          |         |
| 78     | 9月3日   | 優しくて安定した彼氏ができても…結局、モノみたいにオナホみたいに都合よく雑に扱うクズ男に弄ばれたい                                                                                                | TAKE-D             | CAWD706 | 9CAWD706 | kawaii*          |         |
| 79     | 10月1日  | バケモノ級の性欲だった元カノと3年ぶりに再会したら初恋再燃 感情が昂り過ぎてアノ頃できなかった中出しを許してくれた                                                                                 | 嵐山みちる         | CAWD729 | 9CAWD729 | kawaii*          |         |
| -      | 10月29日 | 伊藤舞雪 6周年 世界で一番シコれる究極のカラダとSEX 最新40コーナー8時間 |                    | KWBD382 | 9KWBD382 | kawaii*          | ※ベスト |
| 80     | 11月5日  | 「舞雪のクセに、調子乗りすぎたね」嫉妬に狂ったオンナ友達にハメられ性的同意アプリのせいで合法輪●レ×プ…                                                                                            | 苺原               | CAWD740 | 9CAWD740 | kawaii*          |         |
| 81     | 12月3日  | デビューして7年目にしてオンナのカラダを知り尽くした超スケベなおじ様のねちっこさ/匂い/雰囲気/愛撫テクニックに沼る                                                                                 | ジーニアス膝       | CAWD729 | 9CAWD749 | kawaii*          |         |
| 2025年 |          | |                    |         |          |                  |         |
| 82     | 1月7日   | マザコン童貞の僕が派手アゲ露出GAL家庭教師と合体したら…反動が大きすぎて危険すぎる生ハメ中出し沼                                                                                                   | U吉                | CAWD762 | 9CAWD762 | kawaii*          |         |
| 83     | 1月21日  | 超美貌×雲上乳×極上尻 美女2人の競い合い中出し愛人痴女ハーレム 山岸あや花 伊藤舞雪 | トレンディ山口     | PRED733 | 9PRED733 | PREMIUM          | ※コラボ |
| 84     | 2月4日   | 8年ぶりの妻の制服姿…恥じらう姿に興奮してセックスレスを吹き飛ばす青春回顧イチャラブ純愛セックス                                                                                                   | 肉尊               | CAWD780 | 9CAWD780 | kawaii*          |         |
| 85     | 3月4日   | 精子大好き！伊藤舞雪 ぶっかけ解禁 窒息するほど顔面を覆い尽くす超ドロドロ白濁濃粘着ザーメンシャワー                                                                                               | 苺原               | CAWD799 | 9CAWD799 | kawaii*          |         |
| 86     | 4月1日   | 女性専用風俗に伊藤舞雪が潜入！！オンナを満足させることに特化した凄指テクにメロメロ 本番NGなのに我慢できずチョメチョメしちゃったプライベート丸出し盗撮×ハメ撮り映像                               | らくだ             | CAWD808 | 9CAWD808 | kawaii*          |         |
| -      | 4月29日  | 美・エロスの頂きへ…AV界の至宝 伊藤舞雪 50本番 最もシコれる大人気26作品8時間コレクション |                    | KWBD396 | 9KWBD396 | kawaii*          | ※ベスト |
| 87     | 5月6日   | ハイボール大好き！伊藤舞雪が素人男性お持ち帰り逆ナンパ ヤればヤるだけ性欲増殖！ ラストはAV男優呼び出し酔って笑ってハメまくる泥●ハシゴSEX                                                         | タイガー小堺       | CAWD817 | 9CAWD817 | kawaii*          |         |
| 88     | 6月3日   | 「童貞請負人」の異名を持つ童貞を愛して止まない私がまさか絶倫童貞に敗北キメセク中出し堕ちするなんて…！！                                                                                          | 前田文豪           | CAWD827 | 9CAWD827 | kawaii*          |         |
| 89     | 7月1日   | 【ハプバーNTR】愛する清楚で美人な俺の彼女の本性を引き出したのは見ず知らずの男達でした。 5年付き合う彼女を興味本位で寝取らせたら、まさかの淫乱覚醒 目を疑う光景に俺は涙を流しながらボッキしました | イナバール         | CAWD845 | 9CAWD845 | kawaii*          |         |
| 90     | 8月5日   | この人妻お姉さんを僕のペニスで染めて…愛されたい。これから、夫婦関係も、そのおま●こも壊すからね。                                                                                                 | TAKE-D             | CAWD853 | 9CAWD853 | kawaii*          |         |

### アダルトVR
| #      | 発売日   | タイトル | 監督                     | 品番    | メーカー         |
| 2018年 | 2018年   | 2018年 | 2018年                   | 2018年  | 2018年           |
| ------ | -------- | --- | ------------------------ | ------- | ---------------- |
| 1      | 12月7日  | 伊藤舞雪の国宝級おっぱいを至近距離で揉みまくり! 2次元ボディを体感する超密着いちゃいちゃSEX | こあら太郎(わ)           | KAVR015 | kawaii*VR        |
| 2019年 |          | |                          |         |                  |
| 2      | 5月17日  | 「二人だけの内緒だよ」本番禁止なのに挿入懇願!? 至近距離で神乳揉み放題!ハメ放題!裏オプおっパブスペシャル | こあら太郎(わ)           | KAVR028 | kawaii*VR        |
| 3      | 7月4日   | 神乳パイズリ&ドヤ顔フェラ! 連続10発ザーメン搾取されちゃう絶倫痴女VR | こあら太郎(わ)           | KAVR034 | kawaii*VR        |
| 4      | 9月5日   | 「エッチなお姉さんは嫌いですか?」【神乳密着・ベロキス・ささやき淫語】ドエロすぎる彼女の巨乳お姉ちゃんのトリプル誘惑に完堕ちしちゃった僕。                                                                                     |                          | KAVR042 | kawaii*VR        |
| 2020年 |          | |                          |         |                  |
| 5      | 1月16日  | 絶対にプライベートでは巡り合えない‘パパ活’神乳美少女と変態性交VR | ZAMPA                    | KAVR056 | kawaii*VR        |
| 6      | 2月13日  | 出張先で巨乳の新入社員と相部屋逆NTR 「奥さんのこと裏切ってもいいのかなぁ??」悪魔の囁きと神乳誘惑にイチコロ 狂ったように貪り合った最低な新婚の僕…                                                                              | ZAMPA                    | KAVR059 | kawaii*VR        |
| 7      | 4月23日  | 初めて出来た彼女と念願のセックス! ゴムが上手く付けられず生ハメしたらとろとろマ●コに即暴発!!でも童貞ってバレたくなくて抜かずの連続ピストン中出しSEX                                                                            | ZAMPA                    | KAVR069 | kawaii*VR        |
| 8      | 5月28日  | 魅惑の神乳ボディ×射精テク×媚薬マ●コで狙った珍宝は必ず盗み出す女泥棒のフェロモンむんむん拘束射精拷問VR | ZAMPA                    | KAVR074 | kawaii*VR        |
| 9      | 6月22日  | 手違いで下着メーカーに就職したら…女子社員は平然と下着姿で歩き回る世界教育担当の伊藤さんは ボン!キュッ!ボン!の超絶ボディ男性社員の反応が知りたいと下着姿を見せつけてきて勃起チ●ポの射精管理まで世話してくれる神待遇VR          | こあら太郎(わ)           | KAVR079 | kawaii*VR        |
| 10     | 7月23日  | あの日見た結晶の名前を僕はまだ知らない。事故で天国へ旅立った舞雪は…初雪の日だけ僕の元に舞い戻り溶けるほどの情熱的な密着セックスで昇天するゴーストVR                                                                           | こあら太郎(わ)           | KAVR085 | kawaii*VR        |
| 11     | 9月27日  | 【新基準】ほぼノーカット! ハメ撮りVRストレスフリーで最高の没入感に浸かる伊藤舞雪との熱烈イチャラブSEX | こあら太郎(わ)           | KAVR099 | kawaii*VR        |
| 12     | 10月22日 | 毎朝、回診の約10分間こっそり巨乳ナースが性処理してくれる神展開! カーテン1枚で仕切られた大部屋での声我慢セックスが特効薬代わりだった14日間のえちえち入院性活                                                                   | こあら太郎(わ)           | KAVR106 | kawaii*VR        |
| 13     | 12月10日 | 完全服従する最高の愛人とお泊まり温泉W不倫 |                          | KAVR121 | kawaii*VR        |
| 2021年 |          | |                          |         |                  |
| 14     | 1月19日  | 着エロ撮影と騙されて…透き通るような美白肌もカタチも感度も最高なおっぱいもたっぷり可愛がってあげるね。 |                          | KAVR132 | kawaii*VR        |
| 15     | 4月22日  | 極上ホスピタリティ＆シコリティ保証 発射無制限! 伊藤舞雪の風俗コンシェルジュ172分フルコース | クワッチー               | KAVR156 | kawaii*VR        |
| 16     | 6月14日  | ソロキャンプに来ていた訳アリ人妻と狭いテントの 中で密着セックスに明け暮れた一夜 | こあら太郎(わ)           | KAVR166 | kawaii*VR        |
| 17     | 8月18日  | 「低画質なんて僕は嫌だ！」今あるVR技術を全て注ぎ込んだ【ハイクオリティ高画質】全コーナー完全ノーカットVR | ZAMPA                    | KAVR178 | kawaii*VR        |
| 18     | 11月9日  | 僕の彼女はお掃除大臣 3度の飯よりペロペロ大好き舐めマンべろしゃぶりビッチ！5シチュエーション！7発ドッピュン！137分！ | こあら太郎(わ)           | KAVR197 | kawaii*VR        |
| 2022年 |          | |                          |         |                  |
| 19     | 2月1日   | 元祖 天井特化アングルKMP宮迫メンバー監督 ×VRクイーン kawaii＊専属 伊藤舞雪 エロVR史に名を刻む革命的コラボ作品第一弾！！-筋トレ直後の舞雪ちゃんはアドレナリン全開で手に負えない編-                                             | 宮迫メンバー             | KAVR210 | kawaii*VR        |
| 20     | 3月1日   | パーフェクトボディ伊藤舞雪が目の前に二人！？前後左右まゆきちに完全包囲ハーレムVR | こあら太郎(わ)           | KAVR220 | kawaii*VR        |
| 21     | 4月17日  | 愛しすぎた絶世の愛人と媚薬キメセク心中セックス | こあら太郎(わ)           | KAVR227 | kawaii*VR        |
| 22     | 6月5日   | 初めて彼女が出来たのに初体験で勃起せず撃沈してたら… セックスの練習台になってくれたブラコン姉にサル並みの性欲で何度も何度も中出ししまくったVR                                                                                  | ZAMPA                    | KAVR233 | kawaii*VR        |
| 22     | 6月5日   | 初めて彼女が出来たのに初体験で勃起せず撃沈してたら… セックスの練習台になってくれたブラコン姉にサル並みの性欲で何度も何度も中出ししまくったVR                                                                                  | こあら太郎(わ)           | KAVR233 | kawaii*VR        |
| 23     | 7月10日  | VRで見たかった両極端な伊藤舞雪！アナタはどっちがタイプ？ | M男パート:こあら太郎(わ) | KAVR239 | kawaii*VR        |
| 23     | 7月10日  | VRで見たかった両極端な伊藤舞雪！アナタはどっちがタイプ？ | S男パート:矢澤レシーブ   | KAVR239 | kawaii*VR        |
| 24     | 8月25日  | 本番禁止なのにムラムラしたら逆交渉！？発射無制限！中出しOK！逆バニー風俗ランド | 矢澤レシーブ             | KAVR246 | kawaii*VR        |
| 25     | 12月14日 | 伊藤舞雪に五感を支配されるASMRシコシコ凄テクオナサポ 1週間ヌキまくり全7シチュエーション | 濡れた子犬               | KAVR261 | kawaii*VR        |
| 2023年 |          | |                          |         |                  |
| 26     | 4月8日   | 「私のせいでゴメンナサイ…ウチに来ませんか？」終電なくなり後輩女子社員の部屋に… 無防備すぎるおっぱいとナチュラルな素顔に興奮した僕はチラつく妻の存在が吹き飛ぶほど一晩中モウレツにハメ狂った…                                  | 濡れた子犬               | KAVR285 | kawaii*VR        |
| 27     | 6月27日  | もしも、伊藤舞雪とバイト先が一緒だったら…この笑顔、このおっぱい…もしかして誘ってる！？ラッキースケベ×5シチュエーション150分                                                                                                   | こあら太郎(わ)           | KAVR295 | kawaii*VR        |
| 28     | 8月22日  | 「私、童貞好きですよ！どっかのエロ親父よりは…」 大嫌いなパワハラ上司にDTイジリされる僕を庇って 助けてくれた舞雪パイセンとラブホで2次会…男になるまでチ●ポ復活させて生おっぱい生マ●コで7発射精                                  | 大崎広浩治               | KAVR306 | kawaii*VR        |
| 29     | 10月2日  | ＜至高の隠れ家でアナタだけに秘密の贅沢サービス＞ 超密着スロー焦らしで極限我慢させた後に最高の射精を約束してくれる超優良マンション型メンズエステ                                                                               | 大崎広浩治               | KAVR316 | kawaii*VR        |
| 30     | 11月14日 | 新婚ホヤホヤ幸せ絶頂期 初めてゴムなしで超イチャイチャ子作り中出しエッチッチ | ZAMPA                    | KAVR331 | kawaii*VR        |
| 2024年 |          | |                          |         |                  |
| 31     | 2月5日   | 姉の無防備なむっちり尻を追い掛け回し…尻コキぶっかけ！尻肉ぷるぷるバック！ おっぱいゆっさゆっさ杭打ち騎乗位！尻肉叩きつけ背面騎乗位！中出ししまくりデカ尻特化アングル                                                          | こあら太郎(わ)           | KAVR343 | kawaii*VR        |
| 32     | 4月5日   | スノボデートで怪我して山小屋に避難 身体を寄せて人肌で温めあい本能的に貪りまくったレスキューが来るまでの24時間 | ZAMPA                    | KAVR363 | kawaii*VR        |
| 33     | 4月19日  | 超豪華2大メーカー共演 アイポケ×kawaii＊ 究極二輪車ハーレム中出しソープVR 桜空もも 伊藤舞雪 | ZAMPA                    | IPVR265 | アイデアポケット |
| 34     | 6月1日   | 時に優しく、時に叱咤激励し、一流の男にしてくれる銀座高級クラブ オーナーママ舞雪 | ZAMPA                    | KAVR371 | kawaii*VR        |
| 35     | 6月1日   | パーフェクトボディ伊藤舞雪にしか創造できない色気ムンムン魅惑の絶対領域 2SEX4コーナー150分 | ZAMPA                    | KAVR383 | kawaii*VR        |
| 36     | 9月23日  | 圧倒的なパーフェクトボディと神おっぱいで愛と勇気と性欲を与えてくれる【僕専用】あげまん全裸メイド | ZAMPA                    | KAVR388 | kawaii*VR        |
| 37     | 11月11日 | 「勝手に勘違いしただけでしょ！」思わせぶりであざとく計算高い生意気すぎる後輩を懲らしめる媚薬監禁キメセク | こあら太郎(わ)           | KAVR393 | kawaii*VR        |
| 2025年 |          | |                          |         |                  |
| 38     | 1月21日  | 会話一切ナシ。吐息と喘ぎ声とピストン音だけが響き渡る生々しく最高にエロい没入特化セックス | 濡れた子犬               | KAVR401 | kawaii*VR        |
| 39     | 2月24日  | 彼氏に振られた寂しがりの先輩2人に頼まれ同居…家事と引き換えに隔日おきにおっぱい＆お尻テレコ作戦で オナニーサポートしてくれる女2:男1 誰もが羨むえちえちシェアハウス性活 山岸あや花 伊藤舞雪                                     | ZAMPA                    | KAVR403 | kawaii*VR        |
| 40     | 4月6日   | カワイイ女の子にボロクソ貶されたい！！オンリーワン罵倒女子が集うデリバリーM性感 オモケナシClubへようこそ | ZAMPA                    | KAVR409 | kawaii*VR        |
| 41     | 6月25日  | 【低速ギア！超スロー】ねっとり濃厚ディープスロート＆チ●ポ吟味！細腰うねり超スローピストン騎乗位 【トップギア！フルスロットル】ジュボジュボこねくりフェラ＆高速摩擦がヤバすぎる！パンパン杭打ち騎乗位 どちらでイキたいですか？ | ZAMPA                    | KAVR428 | kawaii*VR        |

### イメージDVD
| ＃     | 発売日   | タイトル                                                          | 監督          | 規格      | 規格     | メーカー                   |
| ＃     | 発売日   | タイトル                                                          | 監督          | DVD       | Blu-ray  | メーカー                   |
| 2018年 | 2018年   | 2018年                                                            | 2018年        | 2018年    | 2018年   | 2018年                     |
| ------ | -------- | ----------------------------------------------------------------- | ------------- | --------- | -------- | -------------------------- |
| 0      | 1月1日   | 『AV無理』奇跡のクビレと純白Fカップおっぱいムチャクチャ騙し揉み   | 岩澤有記      | MMND151   |          | 未満                       |
| 1      | 6月7日   | Mayuki Dancing Snow White                                         |               | REBD313   | REBDB299 | REbecca                    |
| 2      | 11月25日 | after school                                                      |               | OAE169    |          | Aircontrol                 |
| 2019年 |          |                                                                   |               |           |          |                            |
| 3      | 4月4日   | Mayuki2 南の島に降る雪                                            |               | REBD375   | REBDB361 | REbecca                    |
| 2020年 |          |                                                                   |               |           |          |                            |
| 4      | 10月8日  | Mayuki3 Tropical Treasures                                        | かわ          | REBD498   | REBDB484 | REbecca                    |
| 2021年 |          |                                                                   |               |           |          |                            |
| 5      | 8月19日  | Mayuki4 まゆきち☆しんどろーむ                                     | ヘルペス☆タカ | REBD579   | REBDB565 | REbecca                    |
| 2022年 |          |                                                                   |               |           |          |                            |
| 6      | 3月3日   | Mayuki5 まゆきち☆これくしょん                                     | かわ          | REBD631   | REBDB617 | REbecca                    |
| 7      | 8月19日  | Clarity                                                           |               | SS067     | SS067B   | ファインピクチャーズ       |
| -      | 12月21日 | 【数量限定】歳末新春SUPERキャンペーン2022-2023スペシャルBlu-ray！ |               |           | 9WICP007 | S1 NO.1 STYLE              |
| 2023年 |          |                                                                   |               |           |          |                            |
| 8      | 1月5日   | Mayuki6 恋人は檸檬色                                              | かわ          | REBD709   | REBDB695 | REbecca                    |
| 9      | 4月26日  | 湯女美人                                                          |               | MBR-BN033 |          | マーレーインターナショナル |
| 10     | 8月18日  | etoile 伊藤舞雪                                                   |               | SS090     | SS090B   | ファインピクチャーズ       |
| 11     | 11月28日 | 今日も不倫の夢を見る                                              | 川嶋征樹      | OAE244    | 9OAE244  | Aircontrol                 |
| 2024年 |          |                                                                   |               |           |          |                            |
| 12     | 3月8日   | この曲線美、好きですか？                                          |               | FWAY011   | 9FWAY011 | FAIR＆WAY                  |
| 2025年 |          |                                                                   |               |           |          |                            |
| 13     | 1月17日  | etoile 伊藤舞雪 2                                                 |               | SS125     | SS125    | ファインピクチャーズ       |
| 14     | 5月13日  | 指先が覚えている                                                  |               | FWAY065   | 9FWAY065 | FAIR＆WAY                  |

## イベント

### 海外
- 台湾

| TRE 2023 | TRE 2023 | TRE 2023 | TRE 2023         |
| 2023年8月4日 | 2023年8月5日 | 2023年8月6日 | 会場             |
| --- | --- | --- | ---------------- |
| ・TRE女優出場 ・黒カードイベント(山岸あや花,miru,伊藤舞雪) ・白銀カードイベント（計3回） ・ファンミーティング：各60枠限定（計2回）                                                                           | ・TRE女優出場 ・黒カードイベント(山岸あや花,本庄鈴,伊藤舞雪) ・白銀カードイベント（計3回） ・ファンミーティング：各60枠限定（計2回） ・温泉銭湯 | ・TRE女優出場 ・黒カードイベント(山岸あや花,miru,伊藤舞雪) ・白銀カードイベント（計3回） ・ファンミーティング：各60枠限定（計2回） ・温泉銭湯                           | 新北工商展覧中心 |
| TRE 2024 | | |                  |
| 2024年8月9日 | 2024年8月10日 | 2024年8月11日 | 会場             |
| ・AV+女優出場 ・T-Shirt特典 ・後宮特典（長浜みつり,伊藤舞雪） ・HighFive特典（計2回） | ・AV+女優出場 ・T-Shirt特典 ・後宮特典（役野満里奈,伊藤舞雪） ・HighFive特典（計2回）                                                           | ・AV+女優出場 ・T-Shirt特典 ・後宮特典（早坂ひめ、伊藤舞雪） ・HighFive特典（計2回）                                                                                    | 南港展覧二館     |
| TRE 2025 | | |                  |
| 2025年8月8日 | 2025年8月9日 | 2025年8月10日 | 会場             |
| ・TRE女優出場 ・金カードイベント（計2回） ・伊藤舞雪ファンイベント ・TRE AVEVENT金カードファン握手会 ・JKF-VIP限定イベントファンサイン会 ・AV+VIP女優感謝祭（サイン会） ・AV+VIP女優感謝祭（コスプレ握手会） | ・TRE女優出場 ・金カードイベント（計4回） ・伊藤舞雪ファンイベント ・JKF-VIP限定イベントファンサイン会 ・AV+VIP女優感謝祭（サイン会）           | ・TRE女優出場 ・金カードイベント（計2回） ・伊藤舞雪ファンイベント ・TRE AVEVENT金カードファン握手会 ・JKF-VIP限定イベントファンサイン会 ・AV+VIP女優感謝祭（サイン会） | 南港展覧二館     |

| TSE 2024 | TSE 2024 | TSE 2024 | TSE 2024     |
| 2024年1月26日 | 2024年1月27日 | 2024年1月28日 | 会場         |
| --- | --- | --- | ------------ |
| ・女優出場 ・銀カード 女優撮影会（計2回） ・白銀カードW女優撮影会（めぐり,伊藤舞雪） ・AV+女優感謝 サイン会 ・ブラックカードイベント（めぐり,伊藤舞雪）          | ・女優出場 ・銀カード 女優撮影会（計2回） ・白銀カードW女優撮影会（本郷愛,伊藤舞雪） ・AV+女優感謝 サイン会 ・ブラックカードイベント（本郷愛,伊藤舞雪）       | ・女優出場 ・銀カード 女優撮影会（計2回） ・白銀カードW女優撮影会（神木麗,伊藤舞雪） ・AV+女優感謝 サイン会 ・ブラックカードイベント（神木麗,伊藤舞雪） | 松山文創園區 |
| AGA2024 | | |              |
| 2024年10月12日 | 2024年10月13日 | | 会場         |
| ・ファンミーティング（計3回） ・大会ステージ ・ハーレム撮影（松岡すず,Nia,百永さりな,伊藤舞雪)                                                                   | ・ファンミーティング（計3回） ・大会ステージ ・ハーレム撮影（松岡すず,Nia,百永さりな,伊藤舞雪)                                                                | | 南港展覧二館 |
| TSE 学服祭 | | |              |
| 2024年12月27日 | 2024年12月28日 | 2024年12月29日 | 会場         |
| ・女優出場 ・金カード撮影イベント（教室,保育室,器材室) ・TSE 教室シーン撮影会 ・AV EVENTファンイベント ・AV EVENTファン握手会 ・AV+VIP女優感謝祭サイン会(計1回） | ・女優出場 ・金カード撮影イベント（器材室,保育室) ・JKF 体育館シーン撮影会 ・AV EVENTファンイベント ・AV EVENTファン握手会 ・AV+VIP女優感謝祭サイン会(計2回） | ・女優出場 ・金カード撮影イベント（教室,保育室,器材室) ・TSE 教室シーン撮影会 ・AV EVENTファンイベント ・AV+VIP女優感謝祭サイン会(計2回）               | 南港展覧二館 |

| 開催日                     | 内容                                               | 会場                 |
| ForAVer NO.53 撮影会       | ForAVer NO.53 撮影会                               | ForAVer NO.53 撮影会 |
| -------------------------- | -------------------------------------------------- | -------------------- |
| 2023年4月21日              | 個人撮影：各8名限定（計2回）                       | 台北市内             |
| 2023年4月22日              | グループ撮影：各25名限定（計2回）                  | 台北市内             |
| 2023年4月23日              | グループ撮影：各25名限定（計3回）                  | 台北市内             |
| ForAVer NO.63 撮影会       |                                                    |                      |
| 2024年3月1日               | 個人撮影：各8名限定（計2回）                       | 台北市内             |
| 2024年3月2日               | グループ撮影：各25名限定（計2回）                  | 台北市内             |
| 2024年3月3日               | グループ撮影：各25名限定（計3回）                  | 台北市内             |
| ForAVer NO.2 尊榮會 撮影会 |                                                    |                      |
| 2025年2月21日              | 個人撮影：各10名限定（計2回）                      | 台北市内             |
| 2025年2月22日              | グループ撮影：各30名限定（計2回），食事会（計1回） | 台北市内             |
| 2025年2月23日              | グループ撮影：各30名限定（計2回）                  | 台北市内             |

| 開催日        | 内容                     | 会場     |
| AV CULT       | AV CULT                  | AV CULT  |
| ------------- | ------------------------ | -------- |
| 2025年6月14日 | ファンミーティング       | 台湾市内 |
| 2025年6月14日 | プライベートミーティング | 台湾市内 |
| 2025年6月15日 | グループ撮影会（計4回）  | 台湾市内 |

- 韓国

| 開催日        | 内容                      | 会場        |
| ------------- | ------------------------- | ----------- |
| 2024年3月23日 | ファンミーティング        | DREAMPLUS   |
| 2024年3月23日 | VIP アフターパーティー    | PLAY Lounge |
| 2024年3月24日 | 撮影会：10人限定（計5回） | GOOD STUDIO |

- 香港

| 開催日  | 主催                      | 内容 | 会場                               |
| 2024年  | 2024年                    | 2024年 | 2024年                             |
| ------- | ------------------------- | --- | ---------------------------------- |
| 6月1日  | SIXTOY                    | ファンミーティング（サイン券、撮影券、セリフ券、5秒自撮り券） コンセプト：空港、コスプレ：キャビンアテンダント | SIXTOY                             |
| 6月2日  | SIXTOY                    | オフ会：50名限定                                                                                               | Up a Notch                         |
| 9月14日 | Lovin’ You Project Sakura | プールサイドファンミーティング                                                                                 | クラウンプラザ香港コーズウェイベイ |
| 9月14日 | Lovin’ You Project Sakura | Lovin’ You カード開封オフラインパーティ（ディナーパーティ）                                                    | 香港某所                           |
| 9月15日 | Lovin’ You Project Sakura | Lovin’ You Trifille Vol. 03 発売イベント                                                                       | 桜屋（信和センター地下B7）         |
| 2025年  |                           | |                                    |
| 4月26日 | SIXTOY                    | ファンミーティング（サイン券、撮影券、セリフ券、5秒自撮り券）                                                  | SIXTOY                             |
| 4月27日 | SIXTOY                    | 撮影会（レースキャット、貴婦人、SWAT特殊部隊）                                                                 | SIXTOY                             |
| 4月27日 | SIXTOY                    | オフ会（火鍋パーティ）：10名限定                                                                               | 香港某所                           |

- タイ

| 開催日        | 内容                                                   | 会場             |
| ------------- | ------------------------------------------------------ | ---------------- |
| 2024年8月24日 | VVIPイベント、ファンミーティング、Meet & Greetイベント | D NA NINE Studio |
| 2024年8月25日 | グループ撮影会                                         | Up a Notch       |
| 2024年8月25日 | アフターパーティ：12名限定                             |                  |

| AEE2024                                                                                       | AEE2024                                                                 | AEE2024                        |
| 2024年11月23日                                                                                | 2024年11月24日                                                          | 会場                           |
| --------------------------------------------------------------------------------------------- | ----------------------------------------------------------------------- | ------------------------------ |
| ・OPENING SHOW ・COSPLAY SHOW ・1nd-LOVE-TRIP-LIMITED-EDITION ・2nd-LOVE-TRIP-LIMITED-EDITION | ・OPENING SHOW ・AEE2024-AMBASSADOR-MEET-THE-FANS-EVENTS ・COSPLAY SHOW | Miracle-Grand-Convention-Hotel |

### 地方イベント
| 年     | 開催日   | 会場                               | 内容                                                                           |
| 札幌   | 札幌     | 札幌                               | 札幌                                                                           |
| ------ | -------- | ---------------------------------- | ------------------------------------------------------------------------------ |
| 2023年 | 4月16日  | 札幌セルビデオ販売                 | ５th Anniversary TOUR 第4弾、伊藤舞雪×FUNAPRE（60枚限定）                      |
| 大阪   |          |                                    |                                                                                |
| 2020年 | 1月25日  | グランキコーナ堺店                 | 来店イベント                                                                   |
| 2020年 | 1月25日  | 天王寺                             | ファンミーティング                                                             |
| 2020年 | 1月26日  | 関西トレンド書店26号線葛の葉店     | DVDサイン会                                                                    |
| 2021年 | 8月8日   | スタジオチーク                     | Malymoon撮影会                                                                 |
| 2021年 | 9月28日  | Wホテル大阪                        | LIBIDOイベント（ゲスト出演）                                                   |
| 2021年 | 12月12日 | 関西トレンド書店26号線葛の葉店     | カレンダー＆DVDサイン会                                                        |
| 2022年 | 4月29日  | キコーナ吹田店                     | 来店イベント                                                                   |
| 2022年 | 4月29日  | グランキコーナ泉佐野店             | 来店イベント                                                                   |
| 2022年 | 4月30日  | 関西トレンド書店26号線葛の葉店     | DVDサイン会                                                                    |
| 2022年 | 9月4日   | 関西トレンド書店26号線葛の葉店     | DVDサイン会                                                                    |
| 2022年 | 12月26日 | Loft PlusOne West                  | 伊藤舞雪【2022忘年会SPトークショー】リアル＆オンライン                         |
| 2023年 | 1月9日   | JIS NAMBA                          | HAPPY NEW BUNNY 撮影会、来場者投票により"Miss.BUNNY"グランプリを獲得           |
| 2023年 | 3月11日  | 関西トレンド書店26号線葛の葉店     | ５thAnniversaryTOUR第1弾、DVDサイン会（２部制：各30名限定）                    |
| 2023年 | 3月12日  | 天王寺                             | ５thAnniversaryTOUR第1弾、オフ会（お食事・写真撮影会・トークタイム、30名限定） |
| 2024年 | 7月15日  | 関西トレンド書店26号線葛の葉店     | DVDサイン会（２部制：各25名限定）                                              |
| 2024年 | 12月7日  | JIS NAMBA                          | Christmas premium 撮影会                                                       |
| 2025年 | 5月4日   | グランキコーナ大阪本店             | 来店イベント                                                                   |
| 2025年 | 5月5日   | キング観光 サウザンド生桑店        | 来店イベント                                                                   |
| 2025年 | 5月5日   | キング観光 サウザンド津店          | 来店イベント                                                                   |
| 2025年 | 5月6日   | 難波                               | 7周年記念ファンミーティング                                                    |
| 2025年 | 6月29日  | 関西トレンド書店26号線葛の葉店     | サイン会（２部制：各25名限定）                                                 |
| 2025年 | 8月31日  | JIS NAMBA                          | THE PREMIUM BANQUET 撮影会（ドレス各2部、水着各2部）                           |
| 名古屋 |          |                                    |                                                                                |
| 2021年 | 3月21日  | 夢GEN堂                            | DVDサイン会                                                                    |
| 2023年 | 4月1日   | MAX書店名駅店                      | ５thAnniversaryTOUR第3弾、伊藤舞雪×FUNAPRE（60枚限定）                         |
| 2024年 | 12月14日 | キング観光サウザンド栄若宮大通店   | 来店イベント                                                                   |
| 2024年 | 12月14日 | キング観光サウザンド金山店         | 来店イベント                                                                   |
| 2024年 | 12月15日 | シスグリーン                       | DVD＆カレンダーイベント                                                        |
| 2025年 | 6月28日  | キング観光サウザンド名古屋駅柳橋店 | 来店イベント                                                                   |
| 2025年 | 6月28日  | キング観光 サウザンド栄住吉店      | 来店イベント                                                                   |
| 京都   |          |                                    |                                                                                |
| 2021年 | 12月12日 | キコーナ京都向日店                 | 来店イベント                                                                   |
| 2022年 | 12月25日 | エンターテイメントオメガ北白川店   | 来店イベント（動員数:150人超）                                                 |
| 2024年 | 7月15日  | グランキコーナ京都宇治店           | 来店イベント                                                                   |
| 兵庫   |          |                                    |                                                                                |
| 2022年 | 9月3日   | キコーナ尼崎本店                   | 来店イベント（動員数:100人超）                                                 |
| 2024年 | 7月14日  | アイゼンたつの店                   | 来店イベント                                                                   |
| 岡山   |          |                                    |                                                                                |
| 2024年 | 1月14日  | 買取りまっくす 岡山南店            | 岡山イベント                                                                   |
| 福岡   |          |                                    |                                                                                |
| 2023年 | 3月19日  | 未知書房太宰府インター店           | ５thAnniversaryTOUR第2弾、伊藤舞雪×FUNAPRE（60枚限定）                         |
| 大分   |          |                                    |                                                                                |
| 2024年 | 10月19日 | エーワン佐伯店600                  | 来店イベント                                                                   |
| 2024年 | 10月20日 | エーワン戸次店                     | 来店イベント                                                                   |

### 東京

#### リリースイベント
| 開催日   | 会場                                     | 開催日   | 会場                                    | 開催日   | 会場                              |
| 2018年   | 2018年                                   | 2019年   | 2019年                                  | 2020年   | 2020年                            |
| -------- | ---------------------------------------- | -------- | --------------------------------------- | -------- | --------------------------------- |
| 3月18日  | ソフマップ（秋葉原）                     | 2月23日  | ソフネット本店                          | 1月24日  | 新宿TSUTAYA                       |
| 3月18日  | 買取販売市場ムーランAKIBA本店            | 2月23日  | アリババ秋葉原                          | 7月26日  | 書泉グランデ【ポーズブック】      |
| 4月20日  | アリババ秋葉原                           | 3月27日  | ラムタラエピカリアキバ                  | 10月31日 | 書泉グランデ【2021年カレンダー】  |
| 5月18日  | エムズ（秋葉原）                         | 4月23日  | エムズ（秋葉原）                        | 12月6日  | 書泉ブックタワー【Contrast】      |
| 7月30日  | 買取販売市場ムーランAKIBA本店            | 7月20日  | アリババ秋葉原                          |          |                                   |
| 8月28日  | ラムタラエピカリアキバ                   | 7月20日  | エムズ（秋葉原）                        |          |                                   |
| 9月29日  | ソフネット本店                           | 8月22日  | ラムタラエピカリアキバ                  |          |                                   |
| 9月29日  | エムズ（秋葉原）                         | 10月1日  | ムーラン秋葉原                          |          |                                   |
| 10月23日 | エムズ（秋葉原）                         | 10月29日 | ラムタラ秋葉原                          |          |                                   |
| 12月27日 | ラムタラエピカリアキバ                   | 11月25日 | ラムタラメディアワールドアキバ          |          |                                   |
|          |                                          | 12月23日 | ラムタラ秋葉原                          |          |                                   |
| 2021年   | 2021年                                   | 2022年   | 2022年                                  | 2023年   | 2023年                            |
| 7月19日  | ラムタラメディアワールドアキバ           | 9月17日  | ラムタラメディアワールドアキバ          | 2月18日  | ラムタラメディアワールドアキバ    |
| 10月8日  | ラムタラメディアワールドアキバ           | 10月2日  | 書泉グランデ【2023年カレンダー】        | 6月4日   | ラムタラメディアワールドアキバ    |
| 10月30日 | 書泉グランデ【2022年カレンダー】         | 12月3日  | 書泉グランデ【Private】2部制            | 8月27日  | 書泉グランデ【CosplayFetishBook】 |
| 12月18日 | 書泉グランデ【more】                     |          |                                         | 9月9日   | 買取販売市場ムーランAKIBA本店     |
|          |                                          | 10月8日  | 書泉グランデ【2024年カレンダー】        |          |                                   |
| 12月23日 | 書泉グランデ【熱体夜】                   |          |                                         |          |                                   |
| 2024年   | 2024年                                   | 2025年   | 2025年                                  |          |                                   |
| 9月1日   | 書泉グランデ【Lovin’ YouTrifilleVOL.03】 | 3月29日  | 買取販売市場ムーランAKIBA本店           |          |                                   |
| 10月27日 | ラムタラメディアワールドアキバ           | 8月17日  | 書泉ブックタワー【Lovin’ YouPhoenix弐】 |          |                                   |
| 11月4日  | 書泉ブックタワー【Promise】              |          |                                         |          |                                   |
| 11月30日 | 書泉ブックタワー【2025年カレンダー】     |          |                                         |          |                                   |

#### オフ会・公開収録など
| 年     | 開催日          | 会場                           | 内容 |
| ------ | --------------- | ------------------------------ | --- |
| 2019年 | 8月31日         | 屋形船                         | オフ会 |
| 2019年 | 11月--日        | 都内                           | kawaii*スペシャル大感謝祭2019【kawaii*公式Twitterフォロー&RTキャンペーン】伊藤舞雪とランチ会（当選者3名のみ） |
| 2020年 | 2月24日         | 大崎ブライトコアホール         | イベルト全国ファン感謝祭 東京FINAL |
| 2020年 | 11月29日        | 都内                           | バースデーオフ会 |
| 2021年 | 6月11日         | ヴィレッジヴァンガード渋谷本店 | ヴィレッジヴァンガード×伊藤舞雪コラボ商品発売イベント |
| 2021年 | 6月18日         | 渋谷PARCO                      | MNKM×fempass×伊藤舞雪コラボアパレル発売イベント |
| 2021年 | 11月27日        | 都内                           | らじきち♡公開収録＆バースデーオフ会 |
| 2021年 | 12月4日         | 新宿ロフトプラスワン           | 村西とおるトークイベント（ゲスト出演）他ゲスト：相沢みなみ、桃尻かなめ、つばさ舞 |
| 2021年 | 12月30日        | 東京流通センター               | コスホリック31 |
| 2022年 | 2月12日         | ラフォーレ原宿                 | MNKM×fempass×伊藤舞雪コラボアパレルチェキ会 |
| 2022年 | 5月11日         | Asagaya/Loft A                 | 石津源治アワー アサガヤショッキングVol.4 |
| 2022年 | 6月12日         | 東京流通センター               | Pharfaite showcase ファッションショー・ランウェイにも出演（衣装：Pharfaite） |
| 2022年 | 8月7日          | 都内                           | らじきち♡公開収録＆会場限定トーク（ゲスト：加美杏奈） |
| 2022年 | 9月10日         | しらこばと水上公園プール       | 近代麻雀水着祭2022 -THE COLLECTION sugar- 1部3部 ファッションショー・ランウェイにも出演（タイアップ：suger、衣装：ROBE de FLEURS Glossy）                                                                                       |
| 2022年 | 9月11日         | 都内                           | #15 nature photo session ～ Malymoon × vanityME. コラボ撮影会 ～ |
| 2022年 | 11月13日        | Shibuya Cross-FM               | ラジオ番組「白石茉莉奈のtalking free」公開収録（ゲスト出演） |
| 2022年 | 11月16日        | LOFT9 Shibuya                  | 【公開生放送】カミマイ番外編 杏奈の暴走トークライブ 加美杏奈・伊藤舞雪(ゲスト)【リアル＆オンライン同時開催】 |
| 2022年 | 12月18日        | 東京たま未来メッセ             | コスホリック34 「bit」ブースにて開催。新作写真集（３作品）のCD-ROM版を販売 |
| 2023年 | 3月30日         | パームス秋葉原                 | ねむチキLIVE～西野が愛した女たち…とナダル～Supported by fempass【会場＆配信同時開催】 （ゲスト出演）他ゲスト：石原希望、架乃ゆら、加美杏奈                                                                                      |
| 2023年 | 4月29日         | 都内                           | ５th Anniversary TOUR FINAL、オフ会（25名限定） |
| 2023年 | 7月2日          | 都内                           | らじきち♡公開収録＆会場限定トーク（ゲスト：楪カレン） |
| 2023年 | 9月18日         | しらこばと水上公園プール       | 近代麻雀水着祭2023 2部4部 ファッションショー・ランウェイにも出演（タイアップ：suger、衣装：suger nine） |
| 2023年 | 11月18日        | 買取販売市場ムーランアキバ     | 『人気メーカー合同スペシャル共演イベント』（出演女優： 桜空もも/伊藤舞雪/楪カレン） |
| 2023年 | 12月4日         | Red Dragon 六本木              | 26th Birthday Event 1日限定キャバ嬢イベント |
| 2023年 | 12月24日        | プリズムホール                 | コスホリック37「bit」ブースにて開催。新作PDF写真集（4作品）と関連グッズを販売 |
| 2024年 | 2月4日          | 渋谷 LE DECO                   | 写真展『360° フィクションとリアル』在廊 |
| 2024年 | 2月9日          | 新宿村LIVE                     | ねむチキLIVE 2 ～ナダルが絡んだ女たち…と西野～ Supported by fempass【会場＆配信同時開催】 （ゲスト出演）他ゲスト：石原希望、村上悠華、山岸あや花 出演予定であったが体調不良のため公演は欠席となり、代わりに八木奈々が出演した。 |
| 2024年 | 5月12日         | 都内                           | AV GAMES『美少女全鑑☆キャンパス編』第4回オフ会 ゲスト出演（ゲームユーザーの中からランダムで選ばれたユーザーを対象にした招待制のオフ会。）                                                                                       |
| 2024年 | 5月24日         | ビックディッパー新橋１号店     | 来店イベント |
| 2024年 | 7月28日         | ラムタラメディアワールドアキバ | ファントラ・スペシャルイベント |
| 2024年 | 9月8日          | さいたまスーパーアリーナ       | コスホリックSPECIAL「bit」ブースにて開催。新作PDF写真集（4作品）と関連グッズを販売 |
| 2024年 | 9月21日         | しらこばと水上公園プール       | 近代麻雀水泳祭FINAL 2部4部 ファッションショー・ランウェイにも出演（タイアップ：bis×PEAK&PINE、衣装：PEAK&PINE） |
| 2024年 | 10月26日        | 東京サマーランド               | ミューズ撮影会 2部4部、ファッションショー（衣装：クリアストーン） |
| 2025年 | 1月28日 -2月2日 | SHIBUYA Gallery LE DECO        | 写真展『Promise+』 ・在廊：1月28日 ・展⽰場特典会、在廊：1⽉31⽇、2⽉1⽇、2⽉2⽇、（リモート特典会：2月8日） |
| 2025年 | 3月2日          | 都内                           | 伊藤舞雪7周年特別企画『あなただけの写真集』お渡し会 |
| 2025年 | 3月2日          | 都内                           | 伊藤舞雪7周年特別企画『あなただけの写真集』スペシャルイベント トークショー、撮影会 |
| 2025年 | 2月14日         | Red Dragon 六本木              | 1日限定キャバ嬢イベント |
| 2025年 | 3月14日         | ラムタラメディアワールドアキバ | ファントラ第８弾発売記念イベント |
| 2025年 | 5月18日         | 買取販売市場ムーランアキバ     | 春のパンツまつりSpecialイベント |
| 2025年 | 7月3日          | 東京サマーランド               | 真夏の水着祭（撮影会） 2部4部、ファッションショー（タイアップ：PEAK&PINE） |
| 2025年 | 7月26日         | 買取販売市場ムーランアキバ     | プリプリPRETTY！おっぱい！お尻キャンペーン kawaii*伊藤舞雪ちゃんイベント |
| 2025年 | 8月23日         | 由比ガ浜                       | NAX on the beach 2025（他出演者：藤森里穂 , 松本菜奈実 , 森日向子 , Nia） トークショー、トークタイム、ハーレムショット撮影、ゲーム                                                                                              |
| 2025年 | 9月             | 大磯ロングビーチ               | TRENDGIRLS プール撮影会 vol.3 |
| 2025年 | 10月4日         | 都内                           | ラジオ番組「楪カレンのみんなでゆいま～る」公開収録＆会場限定トーク（ゲスト出演）全２部 |

### オンライン
| 開催日   | 内容                                                                                     | 開催日   | 内容                                                       |
| 2019年   | 2019年                                                                                   | 2020年   | 2020年                                                     |
| -------- | ---------------------------------------------------------------------------------------- | -------- | ---------------------------------------------------------- |
| 4月16日  | FANZAライブチャット(1回目・FANZAアダルトアワード2019)                                    | 8月6日   | FANZAライブチャット(2回目・オトナのサマーキャンペーン2020) |
| 2021年   | 2021年                                                                                   | 2022年   | 2022年                                                     |
| 3月9日   | FANZAライブチャット(3回目・春のパンツまつり2021)                                         | 1月20日  | FANZAライブチャット(5回目・大人のおもちゃキャンペーン)     |
| 9月2日   | FANZAライブチャット(4回目・オトナのサマーキャンペーン2021)                               | 4月19日  | FANZAライブチャット(6回目・春のパンツまつり2022)           |
| 10月31日 | ラジオクラウド&ラジオクロニクル特別企画 ハロウィンナイト♡相沢みなみ×伊藤舞雪コラボトーク | 11月2日  | 『2023年カレンダー』オンラインサイン会                     |
| 12月3日  | 写真集『more』配信イベント+オンラインサイン会                                            | 12月20日 | 写真集『Private』オンラインサイン会                        |
| 2023年   | 2023年                                                                                   | 2024年   | 2024年                                                     |
| 1月13日  | FANZAライブチャット(7回目・歳末新春SUPERキャンペーン2022-2023)                           | 4月4日   | FANZAライブチャット(9回目・春のパンツまつり2024)           |
| 7月10日  | FANZAライブチャット(8回目・CSKキャンペーン2023)                                          |          |                                                            |
| 11月28日 | イメージ作品『今日も不倫の夢をみる』オンラインサイン会                                   |          |                                                            |
| 12月15日 | 写真集『熱体夜』限定BOXオンラインサイン会                                                |          |                                                            |
| 2025年   |                                                                                          |          |                                                            |
| 4月11日  | FANZAライブチャット(10回目・春のパンツまつり2025)                                        |          |                                                            |
| 9月21日  | 特注推しケーキ企画(オトナのサマーキャンペーン2025)                                       |          |                                                            |

## 出演

### ウェブテレビ
- 石橋貴明プレミアム #7,#9（2020年10月10日,2021年3月20日、ABEMA） - 「芸能界超人No.1決定戦！」の女王様役
- 志村&鶴瓶のあぶない交遊録 大最終回スペシャル（2021年1月2日、ABEMA） - セクシーOL美女役　※テレビ朝日でもダイジェスト放送
- 春のパンツまつり2021（2021年3月31日、春のパンツまつり公式サイト）
- 鶴瓶＆ナイナイのちょっとあぶないお正月（2023年1月2日、ABEMA） - 美女野球プレーヤー役　※テレビ朝日でもダイジェスト放送
- 鶴瓶＆ナイナイのちょっとあぶないお正月（2024年1月1日、ABEMA） - 美女キャッチャー役　※テレビ朝日でもダイジェスト放送
- モグライダーさんちょっとお時間いいですか?（2023年12月20日,2024年1月3日、DMM TV）-「月ともぐら」のスピンオフ番組
- ロンドンハーツ 究極恋愛シミュレーション ラブマゲドン（2024年9月24日[112],10月1日,10月8日、TELASA）

### テレビ
- もう!バカリズムさんの超H! #24,#27（2021年6月28日,9月27日、フジテレビONE）
- 月ともぐら（2023年1月6日・13日・20日・27日,2月3日,12月22日,2024年1月5日,2月9日・16日、テレビ東京）
- カミマイ!～KamiDance!～ #32,#33（2023年1月17日,2月16日、エンタ!959）※Blu-rayでも発売『カミマイVol.5』
- ケンコバのバコバコナイト（2024年3月2日,9日,16日,23日,30日、サンテレビ）-「ナイスなコトバゼメ塾」のコーナーに出演
- ケンコバのバコバコナイト（2024年4月5日,12日,19日,26日、サンテレビ）-「ラブホの湯#175,#176,#177,#178」に出演

### ラジオ
- 伊藤舞雪のらじきち♡（2021年4月4日～2023年8月14日、ラジオクロニクル）
- ねむチキ（2021年9月26日,10月3日,2022年10月2日・9日、2023年4月2日・9日,9月3日・10日、2024年10月6日・13日、TBSラジオ）
- 白石茉莉奈のtalking free（2022年11月13日、Shibuya Cross-FM）

### 配信サイト
- カチコチTV（FANZA）
  - 2020年：#0（12月18日）
  - 2021年：#11,#12,#25,#26,#43,#44（2月26日、3月5日、6月4日・11日、10月22日・29日）
  - 2022年：#65,#66,#77,#78,#91,#92,#93（4月1日・8日、6月24日、7月1日、9月30日、10月7日・14日）
  - 2023年：#115,#116,#117,#118,#131,#132,#148,#149（3月17日・24日・31日、4月7日、7月7日・14日、11月3日・10日）
  - 2024年：＃168,#169,#170（3月22日・29日、4月5日）
  - 2025年：＃209,＃210,#225,#226,#227（1月3日・10日、4月25日、5月2日・9日）

- 東京スキャンダルクラブ（FANZA）
  - 2024年：#09,#10,#11,#12,#25,#26,#27,#28（5月15日・22日、6月5日・12日、9月18日・25日、10月2日・9日）
  - 2025年：#41,#42,#43,#44（1月22日・29日、2月5日・12日）

- そい見ちゃん#7（2021年7月21日、FANZA）
- ロンドンハーツABEMA特別編（2022年5月31日、ABEMA）アンケート協力[113]
- 限界！ミルクタンク #0（2025年8月1日、FANZA）

### YouTube
| 年     | 配信日 | チャンネル名 | | タイトル |
| ------ | --- | --- | --- | --- |
| 2019年 | 4月15日 | NAX ナックスチャンネル | Play | 【伊藤舞雪】FANZAアダルトアワード2019 最優秀新人賞への道☆彡 |
| 2020年 | 11月20日 12月11日 | NAX ナックスチャンネル カチコチTV ch. | Play · Play | NAXコンセプトムービー (モデル/伊藤舞雪) 【カチコチTV】YouTube先行配信〜FANZA新番組 PR○起者会見〜【小宮×森田】 |
| 2021年 | 3月31日 4月29日 5月2日 5月14日 5月17日 5月20日 5月23日 5月26日 6月18日 12月5日 | メンズサイゾー動画チャンネル はだかいっかん! 汗だくちゃん カチコチTV ch. リボルバーチャンネル | Play · Play · Play · Play · Play · Play · Play · Play · Play · Play | 伊藤舞雪ライブ配信！ 偏差値60の学生時代を紹介。幼馴染との初体験から挫折。そして大学時代の身内喰い。伊藤舞雪の波乱万丈伝 表で話す事のなかった伊藤舞雪、仕事の流儀を初告白。常人には理解できない徹底した役作りが有った。 【伊藤舞雪】Fカップがビショビショ！汗だく尻トレ！ ２次元ボディの汗だく腹筋トレーニング！ 【伊藤舞雪】理想のセクシーな二の腕に！ 【伊藤舞雪】無防備エロボディ全開の汗だく筋トレ！ 【伊藤舞雪】ベンチプレスでFカップ巨乳バストアップ♡ 【カチコチTV】YouTube版 #26 〜配信半年記念！慰安旅行SP ウエスト54cm圧倒的クビレの伊藤舞雪！感動した作品の舞台裏ではまさかの○○が発覚！ |
| 2022年 | 1月9日 2月1日 2月7日 2月14日 2月16日 2月21日 2月22日 2月24日 2月28日 3月2日 3月4日 3月5日 3月15日 3月16日 3月23日 3月27日 3月30日 4月3日 4月8日 4月10日 4月11日 4月24日 4月25日 4月29日 5月3日 5月4日 5月16日 5月30日 7月9日 7月27日 8月6日 9月9日 9月23日 10月17日 11月27日 12月12日 12月16日 12月30日 | 関西トレンド書店 小悪魔ageha fempass official しみけん TV fempass official 小悪魔ageha fempass official しみけん TV (韓国） 【公式】NAXプロモーション 小悪魔ageha NAX ナックスチャンネル 小悪魔ageha FANZA HOUSE ヤリタイガーTV FANZA HOUSE 小悪魔ageha FANZA HOUSE ぷろ社長と時々秘書やぎの日常 FANZA HOUSE 小悪魔ageha しみけん TV (韓国） 小悪魔ageha FANZA HOUSE 島田秀平のお怪談巡り FANZA HOUSE 小悪魔ageha FANZA HOUSE 渋谷クロスFM FANZA HOUSE アサ芸ナマ搾りTV         | Play · Play · Play · Play · Play · Play · Play · Play · Play · Play · Play · Play · Play · Play · Play · Play · Play · Play · Play · Play · Play · Play · Play · Play · Play · Play · Play · Play · Play · Play · Play · Play · Play · Play · Play · Play · Play · Play · Play · Play · Play · Play | 伊藤舞雪 DVDサイン会 イベントレポ 2021.12.12 【100の質問】新専属モデルになったセクシー女優伊藤舞雪に質問攻めしてみた！ さらば人生の悩み「婚活の場にイケメンはいない？」ゲスト:伊藤舞雪 さらば人生の悩み「茶色い陥没乳首の離れ乳…おっぱいがコンプレックス！」ゲスト:伊藤舞雪 '이토마유키' 덩엉이에 코박을 뻔했습니다 さらば人生の悩み「収入によって態度を変えろという夫…」ゲスト:伊藤舞雪 【抜き打ち】伊藤舞雪に抜き打ちでカバンチェックしたらアレが出てきました… 【エチエチ質問コーナー】人気女優とトップキャバ嬢でエチエチ質問コーナーしたら盛り上がりすぎたww 【LOOK BOOK】ウエスト54cm！神スタイル伊藤舞雪の私服を紹介します♡ さらば人生の悩み「オイルマッサージの女性に恋をした‼」ゲスト:伊藤舞雪 '이토마유키'는 어떻게 C컵에서 F컵이 되었을까? 伊藤舞雪の撮影密着してみたら意外とギャグ線高すぎた件ww 伊藤舞雪にASMRをエチエチでお願いしたらサービス精神が旺盛すぎたww【ASMR】 NAX大阪プロモーション【伊藤舞雪】 【休日密着】トップセクシー女優伊藤舞雪の休日に密着してみた!! 【誘惑】まゆきちがASMRでぷろたんを誘惑したらエチエチすぎて流石に引いてたww 本気で抱きたい芸人ランキング【伊藤舞雪＆小野六花】 チキンほおばる【伊藤舞雪vs小野六花】 【妖艶注意】昼ドラ川柳で溢れ出すセクシー セクシー女優が聞かれたことない50の質問【伊藤舞雪】 【孤独のボッ◯メシ東京編】五反田のハワイアンビッグウェーブ（ゲスト：伊藤舞雪） AV業界でびっくりしたことランキング【伊藤舞雪＆小野六花】 【モニタリング】謎に包まれた美女まゆきちはプライベートで何されても怒らないのか検証してみたww 【激痛】刺激与えるとムラムラするツボ？「伊藤舞雪＆桃園怜奈」 人生で一度も料理した事ない女性視聴者に唐揚げを一緒に作ったら大興奮してた。 この方とんでもないお職業の方でびっくり！！！ 案外コロッと落ちちゃう…？ セクシー女優 伊藤舞雪の落とし方 【アンチ撃退第二弾】アンチに言いたいことがあります！！ 【エチエチ質問第三弾】新モデルでエチエチ質問コーナーしたらやばすぎたww 【✋섹퀴즈~?】 정답시 🥚몸 대공개! 【初公開】超美人まゆきちのメイクプロセスを紹介します♡ 女優は全身性●帯にできるってマジか!?【山岸逢花】 【伊藤舞雪 加美杏奈】撮影中に突然の涙！その真相は？『島田秀平のお怪談巡り』 手相からイヤらしい…セクシー女優伊藤舞雪が丸裸に…【島田秀平コラボ第2弾】 【ガチ】セクシー女優の体力はやっぱり凄いのか検証します。【山岸逢花・加美杏奈・伊藤舞雪】 【バストケア】巨乳ギャルのおっぱい事情全て教えます❤️ 【夢の共演】東海オンエアとセクシー女優が懐かしゲーム対決！【伊藤舞雪・松本いちか・八木奈々】 【誘う伊藤舞雪】酔って俺を誘惑する超美人な先輩 [セクシー女優 主観ドラマ] 【「白石茉莉奈のtalkingfree」poweredbyINTEC】2022.11.13放送分MC白石茉莉奈・石津源治ゲスト伊藤舞雪 【スタイル抜群】ラウンドガールの彼女に、試合で勝った日にご褒美で家で制服着てもらっちゃった【伊藤舞雪】 圧倒的な美貌！メーカー看板のトップ女優が彼氏にしか見せない素の表情を････最新写真集「Private」メイキング映像#1 圧倒的な美貌！メーカー看板のトップ女優が彼氏にしか見せない素の表情を････最新写真集「Private」メイキング映像#2 |
| 2023年 | 1月1日 1月5日 1月6日 1月20日 1月22日 1月29日 7月9日 7月21日 7月23日 10月5日 10月24日 10月26日 11月28日 12月1日 12月15日 12月20日 12月31日 | 【公式】NAXプロモーション アサ芸ナマ搾りTV 小悪魔ageha 【公式】NAXプロモーション 湯女美人 ゆあちゃんねる! 三上悠亜 小悪魔ageha JKF Taipei (台湾) 小悪魔ageha 7SPIN 六本木 Red Dragon 7SPIN 小悪魔ageha ABEMAバラエティ【公式】 | Play · Play · Play · Play · Play · Play · Play · Play · Play · Play · Play · Play · Play · Play · Play · Play · Play · Play · Play | 【謹賀新年】伊藤舞雪が今年の抱負と5周年に対しての思いを語ります。 伊藤舞雪がデビューから今までをすごろく形式で赤裸々に語ります！【前編】 圧倒的な美貌！メーカー看板のトップ女優が彼氏にしか見せない素の表情を････最新写真集「Private」メイキング映像#3 【生着替え】神スタイル伊藤舞雪の推しランジェリーLOOKBOOK 【5周年振り返り】伊藤舞雪が今だから言える本音を暴露します。【後半】 今夜のおかずはこれで決まり！まゆきち最強の3ネタをご紹介いたします！ 湯女美人・伊藤舞雪 DVD発売記念イベント 豪華女優さんが集結して私の引退を見送ってくれました 【初公開】超絶美女まゆきちの撮影前夜の夜をお見せします 【JKF雜誌】2023 10月號 COVER STORY「壓倒性水蛇腰」伊藤舞雪 【NGなし質問】トップセクシー女優伊藤舞雪がNGなしで答えます。 【7SPIN無料版CM】伊藤舞雪と一緒に遊ぼう♫～ハロウィン編 【7SPIN無料版CM】伊藤舞雪と一緒に遊ぼう♫～ローンチ編 【伊藤舞雪】Red Dragon 2023年12月のイベント【26th Birthday event】 【伊藤舞雪 Part2】Red Dragon 2023年12月のイベント【Wet Red Lingerie】 【7SPIN無料版CM】 伊藤舞雪と一緒に遊ぼう♫～クリスマス編 【男子禁制】まゆきちがみんなの質問に答えます♡ 鶴瓶コスプレ美女とキャッチボール⚾️企画に"大絶賛"そのワケとは！｜志村&鶴瓶のあぶない交遊録 大最終回スペシャル 宮川大輔"大興奮"コスプレ美女とキャッチボール⚾️サインが決まらず一同大揉め⁉️｜英語禁止ボウリング2023 |
| 2024年 | 1月1日 1月20日 1月23日 2月3日 2月23日 3月7日 3月12日 3月25日 3月26日 4月5日 4月8日 4月12日 4月20日 4月24日 4月29日 4月30日 5月1日 5月2日 5月7日 5月9日 5月10日 5月16日 5月18日 5月26日 6月21日 7月28日 7月31日 8月7日 8月28日 9月10日 9月19日 9月21日 11月21日                                          | 7SPIN 小悪魔ageha 安安邊緣子 (台湾) BANANAMALL-HOUSE（韓国） 小A辣 (台湾) 小悪魔ageha バコバコチャンネル 小悪魔ageha バコバコチャンネル 小悪魔ageha 女神搜查線（台湾） 小悪魔ageha バコバコチャンネル 小悪魔ageha バコバコチャンネル バコバコNEOチャンネル バコバコチャンネル 小悪魔ageha バコバコチャンネル バコバコNEOチャンネル 小悪魔ageha ラムタラMEDIA-WORLD-AKIBA 7SPIN EakSummerSnow(タイ) Bangkok Post(タイ) UTO EVENT(タイ) FANZA 公式 AACF(タイ) GadgetGang HK(香港) | Play · Play · Play · Play · Play · Play · Play · Play · Play · Play · Play · Play · Play · Play · Play · Play · Play · Play · Play · Play · Play · Play · Play · Play · Play · Play · Play · Play · Play · Play · Play · Play · Play · Play · Play                                                  | 【7SPIN無料版CM】伊藤舞雪と一緒に遊ぼう♫～お正月編 【生着替え】伊藤舞雪の最新ランジェリーLOOKBOOK♡【私物下着】 【過去写真公開】まゆきち、ももはこうして垢抜けました。 《買CK內衣給日本女優穿！三套服飾你最愛哪套呢？這集不看你真的會後悔！》伊藤舞雪－憲在幫妳穿EP02 '꼴릿한 몸매의 정석', 이토 마유키 실제로 만나실 분 모집💕 粉絲大回饋！伊藤舞雪完整訪談公開！ 【サシ風呂】初対面怖いモデルはどっち？【伊藤コンビ】 ベロベロに酔っ払ってラブホで…セクシー女優伊藤舞雪が経験した修羅場がヤバすぎた！！〈村西とおる・伊藤舞雪〉 【爆飲み旅】嘘なしで最近の恋愛事情全部答えます！！ エ○チに誘ってくれたのに勇気がでず…忘れられない元恋人との思い出がリアルすぎた！〈村西とおる・伊藤舞雪〉 美人で有名な先輩と入浴。【ラブホの湯｜伊藤舞雪①】カップルズ#175 爆美女の12時間飲酒後GRWMのビジュがやばいwww 女優 #伊藤舞雪 曝最喜歡的❤️姿勢！親自傳授撩男技巧 火辣尺度爆表！好害羞！！ セクシー女優まゆきちの深夜1時お悩み相談室❤️ 美女が露天風呂に入って性体験を赤裸々告白。【ラブホの湯｜伊藤舞雪 ②】カップルズ#176 プールに入ってもよれないまゆきちの毎日メイク教えます！！ デビュー作の衝撃的な思い出とは！？ NGなしの質問コーナー！【伊藤舞雪】ラブホの湯#175 インタビュー アンダーヘアの話。アリとナシどっちが好き？〈村西とおる・伊藤舞雪〉 童貞卒業！初体験の相手は「まゆきち」でした。【ラブホの湯｜伊藤舞雪 ③】カップルズ#177 観覧車の中で合体！？ 現役モデルのセクシー女優にNGなしの質問コーナー！【伊藤舞雪】ラブホの湯#176インタビュー セクシー女優伊藤舞雪の好きなラブホテルはここ！！〈村西とおる・伊藤舞雪〉 キャバクラに向かうまゆきちを見つけました。 一人で致した最高回数を現役モデルが告白。NGなしの質問コーナー！【伊藤舞雪】ラブホの湯# 177インタビュー 現役セクシー女優が小悪魔agehaの専属モデルになったきっかけとは？【伊藤舞雪】ラブホの湯# 178インタビュー 昭和の夜の誘い方が今と違い過ぎたww〈村西とおる・伊藤舞雪〉 【天海りこ×まゆきち】プラベも仲良しな二人がサシ飲みぶっちゃけ本音トーク♡ 【24.7.28】伊藤舞雪さん★ファントライベント終了後コメント動画 【7SPIN無料版CM】 伊藤舞雪と一緒に遊ぼう❤～夏休み編 สัมภาษณ์Mayuki Ito ดาราเอวีสุด Sexy กับงาน Meeting ครั้งแรกในไทย !【อิหยังเดสTalk】 Thailand’s first adult video-fans meeting Mayuki Ito 1st Fan Meeting in Bangkok セクシー女優 伊藤舞雪が変態への倍返しが本気で凄すぎた… 【必見】女性が好きな体●は、実は⚪︎⚪︎⚪︎なのが意外過ぎました…【東京スキャンダルクラブ】 AEE2024 Ambassador--伊藤 舞雪 Ito Mayuki 同AV女優伊藤舞雪一齊試VR!YouTube VR影片拍攝、上傳教學 我教舞雪BB講廣東話?親身體驗泳池水着攝影會 |
| 2025年 | 1月7日 2月2日 2月4日 2月27日 4月30日 5月12日 6月11日 6月29日 7月4日 | Sixtoy(香港) 優塔 UTown 一劍浣春秋(台湾) 小悪魔ageha JKF Taipei(台湾) Sixtoy(香港) 琳妲是0蛋(台湾) BANANAMALL HOUSE(韓国) | Play · Play · Play · Play · Play · Play · Play · Play · Play · Play · Play · Play · Play · Play | 1/6 伊藤舞雪香港女優見面會 - 機場主題 活動花絮&訪問 2/6 伊藤舞雪OFF會 - 活動花絮 優塔娛樂城 x 伊藤舞雪 - 形象篇 優塔娛樂城 x 伊藤舞雪 - SM篇 優塔娛樂城 x 伊藤舞雪 - NTR篇 優塔娛樂城 x 伊藤舞雪 幕後花絮 BTS 【618女優開箱】伊藤舞雪篇｜首次公開MBTI！洗澡習慣最後洗屁股？！ 【デビューから8年目】伊藤舞雪なぜセクシー女優へ？そしてこれからの夢とは・・・。 【JKF雜誌】2025 5月號 COVER STORY 「性感正解」伊藤舞雪 27/4 伊藤舞雪 線下粉絲聚會 - 火鍋派對 27/4 伊藤舞雪攝影會 - 活動花絮 26/4 伊藤舞雪見面會 - 歐式古典&貴婦 伊藤舞雪 いとう まゆき 來啦！小賈居然是理想型！？什麼動作女生做得到男生做不到？ 초현실적 이기적인 몸매, 이토 마유키의 첫 한국 팬미팅 【팬미팅 실황】 |

## 書籍・その他

### 写真集
| 年     | 発行日            | タイトル                                                                     | 撮影                | 発行                    | 備考            | ISBN                                                        |
| ------ | ----------------- | ---------------------------------------------------------------------------- | ------------------- | ----------------------- | --------------- | ----------------------------------------------------------- |
| 2019年 | 3月20日           | 伊藤舞雪写真集『神秘』                                                       | 吉田裕之            | 双葉社                  |                 | ISBN 978-4575314410                                         |
| 2020年 | 7月17日 12月4日   | プレミアムヌードポーズブック伊藤舞雪 伊藤舞雪写真集『Contrast』              | 田村浩章 八坂悠司   | ジーオーティー 竹書房   |                 | ISBN 978-4823600623 ISBN 978-4-8019-2516-8                  |
| 2021年 | 11月20日 12月30日 | 伊藤舞雪写真集『more』 『朝な夕な』                                          | 富田恭透 羊肉るとん | ジーオーティー 羊肉バル |                 | ISBN 978-4823602399 ※自費出版                               |
| 2022年 | 12月1日           | 伊藤舞雪写真集『Private』                                                    | 松田忠雄            | 徳間書店                |                 | ISBN 978-4198655600                                         |
| 2023年 | 8月22日 12月19日  | Cosplay Fetish Book 伊藤舞雪写真集『熱体夜』限定BOX 伊藤舞雪写真集『熱体夜』 | 田村浩章 中山雅文   | ジーオーティー          | - ※完全受注生産 | ISBN 978-4823605178 ISBN 978-4823605734 ISBN 978-4823605581 |
| 2024年 | 10月30日          | 伊藤舞雪写真集『Promise』                                                    | 鈴木ゴータ          | 徳間書店                |                 | ISBN 978-4198658991                                         |

### 写真集・台湾華語版
- 典藏裸體姿勢集 伊藤舞雪（2021年3月5日、台湾東販、撮影：田村浩章）
- 伊藤舞雪寫真集『more』（2024年1月31日、更生文化設計有限公司、撮影：富田恭透）
- 伊藤舞雪寫真集『Promise』（2025年6月19日、台湾東販、撮影：鈴木ゴータ）

### カレンダー
- 伊藤舞雪 2021年カレンダー 壁掛け/卓上 (2020年10月17日、わくわく製作所、撮影：八坂悠司)
- 伊藤舞雪 2022年カレンダー 壁掛け/卓上 (2021年11月6日、SUN CARAT、撮影：富田恭透)
- 伊藤舞雪 2023年カレンダー 壁掛け/卓上 (2022年10月1日、SUN CARAT、撮影：田畑竜三郎)
- 伊藤舞雪 2024年カレンダー 壁掛け/卓上 (2023年10月7日、SUN CARAT、撮影：中山雅文)
- 伊藤舞雪 2025年カレンダー 壁掛け/卓上 (2023年11月30日、わくわく製作所、撮影：鈴木ゴータ)

### 電子写真集
| 年     | 配信日                                                                           | タイトル | 撮影                                                      | 発行 |
| ------ | -------------------------------------------------------------------------------- | --- | --------------------------------------------------------- | --- |
| 2020年 | 7月14日 12月11日                                                                 | Count Sheep【Sleep】 Count Sheep【Nap】 Disire【ディザイア】 | 羊肉るとん 鈴木ゴータ                                     | ジーオーティー 徳間書店 |
| 2021年 | 5月1日 8月13日 11月30日 12月17日 12月28日                                        | #NEWLOOK【girl meets street】 ＃Escape 再会 Mayuki 4 まゆきち☆しんどろーむ 最愛 | 黒羽政士 manimanium 松田忠雄 REbecca 松田忠雄             | ジーオーティー 徳間書店 REbecca 徳間書店                                                                                     |
| 2022年 | 2月1日 10月1日 10月17日 12月15日 12月19日 12月20日 12月21日 12月27日             | 大人のおもちゃデジタルカタログ写真集今日はナニ使う？大人のおもちゃキャンペーン #LadyMary Clarity 歳末新春SUPERキャンペーン2022-2023せくしーこれんくしょん bit130 Ito Mayuki01 bit131 Ito Mayuki02 bit132 Ito Mayuki03 various changes | - manimanium SHOOTING-STAR - Akihiro Saga kawaii*         | FANZA-BEAUTY-COLLECTION ジーオーティー ファインピクチャーズ FANZA-BEAUTY-COLLECTION bit FANZA-BEAUTY-COLLECTION              |
| 2023年 | 2月17日 2月27日 3月31日 4月14日 9月1日 12月11日 12月27日                         | ジューシーハニー PLUS＃16 伊藤舞雪 写真集『Private』オール未公開カットvol.1 Pure Heart 写真集『Private』オール未公開カットvol.2 Secret Love' 春のパンツまつり2023 Photo Book 伊藤舞雪写真集『more』増ページ【デジタル特装版】 Bitter Milk ぜんぶ見せてやる bit143 Ito Mayuki04 bit144 Ito Mayuki05 bit145 Ito Mayuki06 bit146 Ito Mayuki07 | 篠原潔 松田忠雄 - 富田恭透 山口勝己 西條彰仁 Akihiro Saga | JUICY HONEY 徳間書店 FANZA-BEAUTY-COLLECTION ジーオーティー 日本ジャーナル出版 小学館 bit                                    |
| 2024年 | 1月6日 1月13日 1月20日 1月27日 1月31日 3月29日 6月21日 7月25日 10月30日 12月13日 | 週刊 伊藤舞雪 vol.1 週刊 伊藤舞雪 vol.2 週刊 伊藤舞雪 vol.3 週刊 伊藤舞雪 vol.4 PIECE of NAIL ＃1 春のパンツまつり2024 Photo Book CSKキャンペーン2024 Digital Photo Book ジューシーハニーLX2024 伊藤舞雪写真集 Promise 歳末新春SUPERキャンペーン2024-2025せくしーこれくしょん                                                              | 鈴木ゴータ 母鳴大地 - 篠原潔 鈴木ゴータ -                 | 徳間書店 a-list photo anthology FANZA BEAUTY COLLECTION JUICY HONEY 徳間書店 FANZA BEAUTY COLLECTION                         |
| 2025年 | 3月7日 3月21日 4月28日 6月27日 7月1日 7月4日 7月23日                             | 伊藤舞雪 It’s so cool FRIDAYデジタル写真集 もっと、近くで 伊藤舞雪デジタル写真集 Sentiment 伊藤舞雪デジタル写真集 春のパンツまつり2025 Photo Book やっぱり運命の人 優しいキスをして NAKED VENUS No Limit おっぱい！お尻！キャンペーン2025-SPECIAL-PHOTO-BOOK ジューシーハニーLX2025                                                        | 篠原潔 田村浩章 鈴木ゴータ 篠原潔 中山雅文 - 篠原潔       | 講談社 双葉社 FANZA-BEAUTY-COLLECTION 徳間書店 日本ジャーナル出版 a-list photo anthology FANZA-BEAUTY-COLLECTION JUICY HONEY |

### 月額有料オンライングラビア
GRAPHIS
- Snow Dance（2018年～、撮影：浜田一喜）
- Mystery（2019年～、撮影：吉田裕之）
- Premium Body（2020年～、撮影：八坂悠司）
- more（2022年～、撮影：富田恭透）
- Full of charm!（2023年～、撮影：田畑竜三郎）

### NFT
Joyu.Fans
- MAYUKI ITO COLLECTION（CAWD114,CAWD126,CAWD152,CAWD163,CAWD201,CAWD313）

- NEW YEAR 2023 SPECIAL COLLECTION
- PANTSU FESTIVAL 2023 SPECIAL COLLECTION

### 雑誌
| 年     | タイトル | 内容 | 出版社 |
| ------ | --- | --- | --- |
| 2018年 | アサヒ芸能2018年6月7日号 週刊大衆2018年7月16日号 ズバ王2018年9月号 週刊実話2018年9月13日号 月刊FANZA2018年12月号 | グラビア「美乳くびれの力学」 グラビア「奇跡の美ボディ」 表紙、グラビア「クビレの女神降臨！」 グラビア「脱いだらすごいんです」 インタビュー「kawaii*ガール」 | 徳間書店 双葉社 ジーオーティー 日本ジャーナル出版 ジーオーティー                                                            |
| 2020年 | 週刊プレイボーイ2020年3月9日号 月刊FANZA2020年7月号 アサヒ芸能2020年11月12日号 | インタビュー「2020「エロデミー賞」発表!!」 祝2周年ロングインタビュー グラビア撮り下ろし「超美形＆くびれ巨乳」 | 集英社 ジーオーティー 徳間書店                                                                                              |
| 2021年 | 月刊FANZA2021年5月号 MEN'S-DVD-SEXY-Vol.3-2021年6月号 アサヒ芸能2021年9月2日号 アサヒ芸能2021年12月23日号 | 巻頭インタビュー「こんなにエロくなりました。」 表紙「圧倒的くびれの完全ボディ！」グラビア撮り下ろし、インタビュー、DVD グラビア撮り下ろし「顔面偏差値No.1女優 美しすぎる「くびれヘア」」 グラビア撮り下ろし「X'masスペシャル」 | ジーオーティー 三和出版 徳間書店                                                                                            |
| 2022年 | 月刊FANZA2022年3月号 GOETHE2022年3月号 週刊実話2022年3月3日号 小悪魔ageha2022 SUMMER 月刊FANZA2022年9月号 アサヒ芸能2022年12月15日号 FLASH2022年12月27日号 小悪魔ageha2022 WINTER | インタビュー「大人のおもちゃキャンペーン」 最上級事典2022「圧倒的くびれクイーン」 袋とじ・グラビア「二次元くびれボディー」 新agehaモデル自己紹介、Swimwear-Summer-Collection、崩さないメイクテクニック 表紙、「今月のカヴァーガールFUCK！」 写真集『Private』の特別オリジナルグラビア「MUSEの素顔」 写真集『Private』のアザーカット、インタビュー「私的に独占NUDE」（袋とじ） 裏表紙、White-Party、人生のターニングポイント、帰ってきた!!令和版酔いどれageha | ジーオーティー 幻冬舎 日本ジャーナル出版 メディアパルムック ジーオーティー 徳間書店 光文社 メディアパルムック               |
| 2023年 | アサヒ芸能2023年2月23日号 週刊プレイボーイ2023年3月27日号 月刊FANZA2023年7月号 小悪魔ageha2023 SUMMER 週刊実話2023年8月31日号 アサヒ芸能2023年9月28日号 週刊実話2023年10月19日号 (台湾) JKF 2023年10月号 アサヒ芸能2023年11月2-9日合併号 アサヒ芸能2023年11月16日号 週刊ポスト12月22日号 FLASH12月26日号 | 写真集『Private』大ヒット御礼 未収録グラビア「大好きすぎる女(ひと)」 インタビュー「今、「無防備AV」が熱い!!」 表紙、「今月のカヴァーガールFUCK！」 カラーメイク最前線、真夏のお出かけ服、プール大作戦、夏GAL統一ペーパーテスト 袋とじ・グラビア「濃密バディ」 インタビュー「H度ギネス級 ワタシ史上最高の1作」 スペシャル付録「びしょ濡れ全裸ポスター」 表紙、グラビア、インタビュー「壓倒性水蛇腰 伊藤舞雪」 袋とじ・グラビア、インタビュー「誘惑SEXシンボルく・ち・び・る超研究」 デビュー5周年Special袋とじ「"現役No.1クビレ"撮り下ろし伊藤舞雪の極エロBODY大量封入！」 袋とじ・グラビア「初雪、はらり」 袋とじ・グラビア、インタビュー「くびれ女王と不倫旅行ヌード」 | 徳間書店 集英社 ジーオーティー メディアパルムック 日本ジャーナル出版 徳間書店 日本ジャーナル出版 JKF 徳間書店 小学館 光文社 |
| 2024年 | 月刊FANZA2024年3月号 小悪魔ageha2024 SUMMER FLASH 2024年11月5日号 | インタビュー「こんなにエロくなりました。」 Lingerie Style Book、夜のお悩み相談所 袋とじ・グラビア、インタビュー「一番綺麗に いやらしく」 | ジーオーティー メディアパルムック 光文社                                                                                    |
| 2025年 | 週刊大衆2025年2月3日号 (台湾) JKF 2025年5月号 週刊実話2025年5月29日 小悪魔ageha2025 SUMMER | 寒中お見舞いスペシャルグラビア「着物を脱いで…温めてあげる」 表紙、グラビア、インタビュー「性感正解 伊藤舞雪」 グラビア「ヌード日和」 Lingerie Secret Party、メイク図鑑、ヘアアレンジカタログ | 双葉社 JKF 日本ジャーナル出版 メディアパルムック                                                                            |

### トレーディングカード
- AVC ジューシーハニー コレクションカード PLUS#10（2021年4月24日、ミント）
- AVC ジューシーハニー コレクションカード PLUS#14（2022年5月14日、ミント）
- AVC ジューシーハニー コレクションカード PLUS#16（2022年10月22日、ミント）
- AVC ジューシーハニー コレクションカード PLUS#19（2023年9月30日、ミント）
- AVC ジューシーハニー コレクションカード LUXURY EDITION 2024（2023年12月23日、ミント）
- Lovin’ You Trifille Vol.03（2024年8月31日、Happiness Vision）
- AVC ジューシーハニー コレクションカード LUXURY EDITION 2025（2024年12月21日、ミント）
- Lovin' You Phoenix 弐（2025年7月、Happiness Vision）
- AVC ジューシーハニー コレクションカード PLUS#28（2025年10月25日、ミント）
- AVC ジューシーハニー コレクションカード 20th Annversary（2025年12月、ミント）

### ゲーム
- 銀行マンの下剋上～バラ色人生を目指して～（2022年12月6日、AV GAMES、フュージョンプロジェクト）- クラブキャスト・伊藤舞雪 役[114]
- 日替わり内室（2023年7月1日-7月5日、10月17日-10月21日、37GAMES）- コラボレーション限定キャラクター「菊姫」役
- ムーンライズ・領主の帰還（2023年6月28日-、STAR UNION GAME）- ゲームアンバサダー
- 7SPINカジノ（2023年9月19日-、Plustar N.V.）- 公式アンバサダー　※2023年10月25日-10月31日まで渋谷の屋外大型ビジョン「渋谷愛ビジョン」にてCM放映
- 社長と美女たちの二重奏（2024年3月6日[115]、CREAM SOFT）- 芳原友紀 役[116]
- ハーレムオブトーキョー X（2024年8月28日-2024年9月26日、合同会社EXNOA）-コラボイベント開催
- ゲームサイト・優塔（2025年1月28日- U.TOWN）-ブランドアンバサダー

### その他
- Girl‘s Party Collection -THE FAN◆FUN TRUMP -vol.1（2022年4月15日、Girl‘s Party Collection）
- Girl’s Party Collection -THE FAN♡FUN TRUMP -vol.3（2022年12月23日、Girl‘s Party Collection）
- Girl’s Party Collection -THE FAN♡FUN TRUMP -vol.5（2023年8月9日、Girl‘s Party Collection）
- Girl’s Party Collection -THE FAN♡FUN TRUMP -vol.6 CountSheep×#Escape（2024年2月29日、Girl‘s Party Collection）
- Girl’s Party Collection -THE FAN♡FUN TRUMP -vol.7（2024年9月13日、Girl‘s Party Collection）
- Girl’s Party Collection -THE FAN♡FUN TRUMP -vol.8（2025年3月14日、Girl‘s Party Collection）

## 執筆

### コラム
- AV女優に答えにくいこと聞いてみた。伊藤舞雪（ジーオーティー「月刊FANZA」2020年10月号 ‐ 2021年3月号）
  - その1・ツイッターについて「月刊FANZA 2020年9月号」
  - その2・”怖いこと”とは「月刊FANZA 2020年10月号」
  - その3・今まで経験したSEX「月刊FANZA 2020年11月号」
  - その4・AV界でライバル意識している人「月刊FANZA 2021年1月号」
  - その5・エッチで一番恥ずかしい…と思うこと「月刊FANZA 2021年2月号」
  - その6・結婚について「月刊FANZA 2021年3月号」

## グッズ

### コラボグッズ
FANZA×kawaii*×伊藤舞雪 コラボ（2021年2月1日、FANZAコラボ）
- オリジナル長袖Tシャツ
- オリジナルアクリルスタンド
- 伊藤舞雪 生写真5枚セット

MNKM×fempass beV×FANZA×伊藤舞雪 コラボ（2021年5月7日、MNKM/fempass beV）
- FCS ＆ PORN Tee Tシャツ
- irogoto Longsleeve 長袖シャツ
- Play Boys＆Girls ステッカー

ヴィレッジヴァンガード×伊藤舞雪コラボ（2021年5月、ヴィレッジヴァンガード）
- 日めくりカレンダー
- ZINE
- 半身大アクリルパネル(3種)
- 全機種対応スマフォケース
- マグカップ
- トートバック 15L

GODTAIL×伊藤舞雪 コラボ（2023年4月、fempass beV）
- THUNDER PATCH × BACKPRINT TEE（BLACK）
- BWH MEASUREMENTS PRINT TEE（BLACK）

GODTAIL×伊藤舞雪 コラボ（2023年9月、fempass beV）
- THUNDER PATCH × BACKPRINT TEE（BEIGE）
- ACRYLIC KEYCHAIN
- STICKER SET

井上三太×fempassBeV×伊藤舞雪 コラボ（2024年9月、fempass beV）
- 【ITO MAYUKI】SANTAGIRLS TEE（BLACK）
- 【ITO MAYUKI】SANTAGIRLS TEE（WHITE）

海賊版対策プロジェクト（2025年1月、fempass beV）
- 【ITO MAYUKI】JAV海賊版対策プロジェクトTシャツ
- 【ITO MAYUKI&KAEDE KAREN】JAV Anti Piracy Project STICKER SET

### 海外イベントグッズ
TRE 2023限定（2023年8月4日～8月6日、TRE、台湾）
- TRE女優タオル-伊藤舞雪
- TRE女優アクリルスタンド-伊藤舞雪
- TRE女優アクリルキーホルダー-伊藤舞雪
- TRE女優アロマシート-伊藤舞雪
- TRE女優バッジ-伊藤舞雪

TSE 2024限定（2024年1月26日～1月28日、TRE、台湾）
- TRE女優アクリルスタンド-伊藤舞雪
- TRE女優アクリルキーホルダー-伊藤舞雪
- TRE女優バッジ-伊藤舞雪

TSE 2024限定（2024年8月9日～8月11日、TRE、台湾）
- TRE女優アクリルキーホルダー-伊藤舞雪
- TRE女優アクリルスタンド-伊藤舞雪

TRE 2024限定（2024年8月9日～8月11日、TRE、台湾）
- TRE女優アクリルキーホルダー-伊藤舞雪
- TRE女優アクリルスタンド-伊藤舞雪
- TRE女優バッジ-伊藤舞雪

TRE 2025限定（2025年8月8日～8月10日、TRE、台湾）
- JKF女優Tシャツ-伊藤舞雪
- TRE女優大型アクリルスタンド-伊藤舞雪
- TRE女優アクリルスタンド-伊藤舞雪
- TRE女優タオル-伊藤舞雪
- TRE女優バッジ-伊藤舞雪
- TRE女優キーホルダー-伊藤舞雪
- TRE女優アロマシート-伊藤舞雪
- TRE女優シール-伊藤舞雪（全２種）
- TRE女優台湾悠遊カードシール-伊藤舞雪

#### KIKS × TRE コラボ限定（2025年7月25日～8月4日、TRE8月8日～8月10日、台湾）
- LOOSE FIT T-SHIRT 伊藤舞雪 TEE[117]

### 抱き枕
- 伊藤舞雪身大抱き枕カバー【通常版/限定版】（2020年10月、ゲファルサ）
- 伊藤舞雪抱き枕カバー（2021年6月、MEN'S DVD SEXY）
- 伊藤舞雪抱き枕カバー第2弾【通常版/限定版】（2021年11月、ゲファルサ）
- 伊藤舞雪第3弾等身大抱き枕カバー【通常版/限定版】（2022年10月、ゲファルサ）

### アダルトグッズ
- JAPANESE REAL HOLE 淫 2nd 伊藤舞雪（2020年9月24日、EXE）※リアルタイプ非貫通オナホール
- JAPANESE REAL HOLE 生 伊藤舞雪（2021年11月24日、EXE）※リアルタイプ非貫通オナホール
- JAPANESEREALHOLE 激 伊藤舞雪（2024年1月24日、ハトプラ）※リアルタイプ非貫通オナホール

## オンラインくじ
- FANZA「歳末新春SUPERキャンペーン2022-2023」（2022年12月15日～2023年1月20日、FANZA）
- FANZA「春のパンツまつり2023」（2023年4月5日～2023年5月10日、FANZA）
- FANZA「BEAUTY VENUSキャンペーン」（2023年4月14日～2023年5月19日、FANZA）
- FANZA「CKSキャンペーン2023」（2023年6月21日～2023年7月26日、FANZA）
- 「週刊 伊藤舞雪」発売記念（2024年2月9日～2024年3月10日、アサヒ芸能）
- FANZA「春のパンツまつり2024」（2024年4月5日～2024年5月10日、FANZA）
- FANZA「CSKキャンペーン2024」（2024年6月21日～2024年7月26日、FANZA）
- FANZA「歳末新春SUPERキャンペーン2024-2025」（2024年12月13日～2025年1月17日、FANZA）
- FANZA「春のパンツまつり2025」（2025年3月21日～2025年4月25日、FANZA）
- FANZA「FANZAオンラインくじ３周年祭り」（2025年5月23日～2025年6月27日、FANZA）
- FANZA「おっぱい！お尻！キャンペーン」（2025年7月4日～2025年8月8日、FANZA）